# 一級方程式賽車車輛

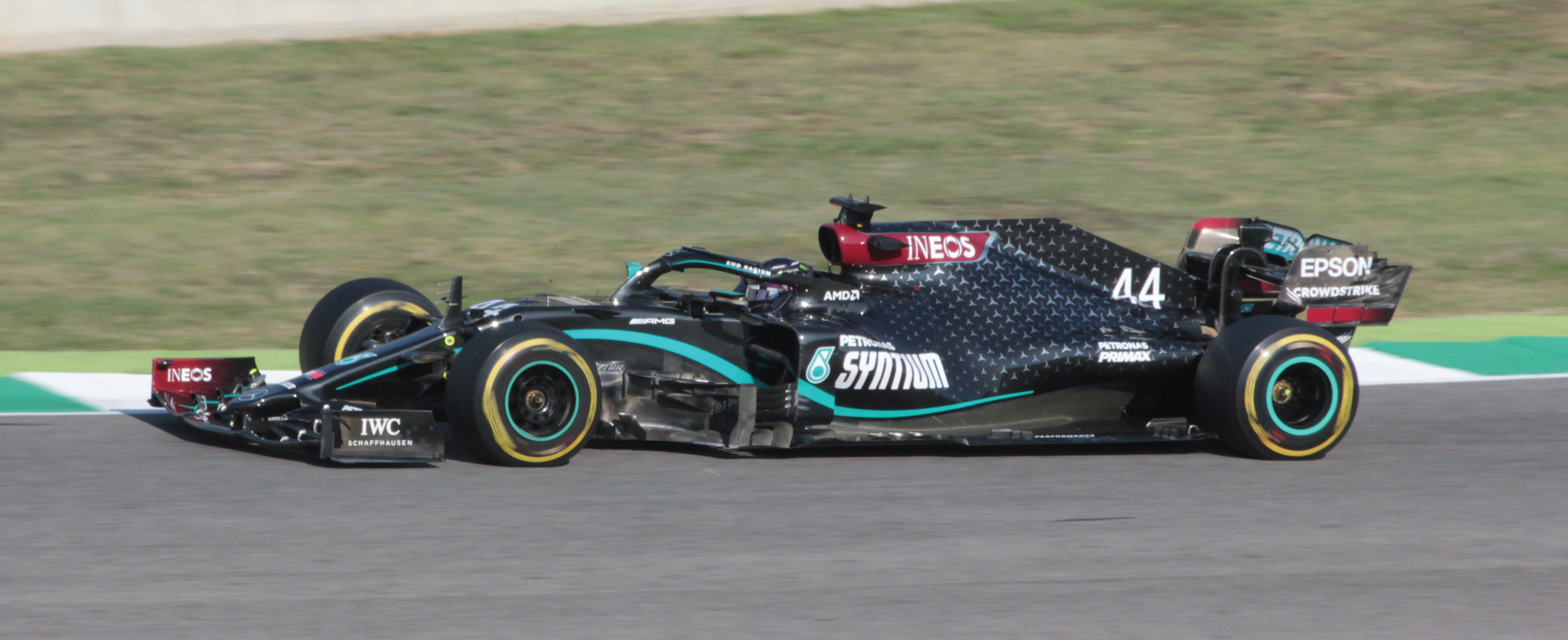
在2020年托斯卡納大獎賽期間由路易斯·漢米爾頓駕駛的梅赛德斯-AMG F1 W11 E Performance。

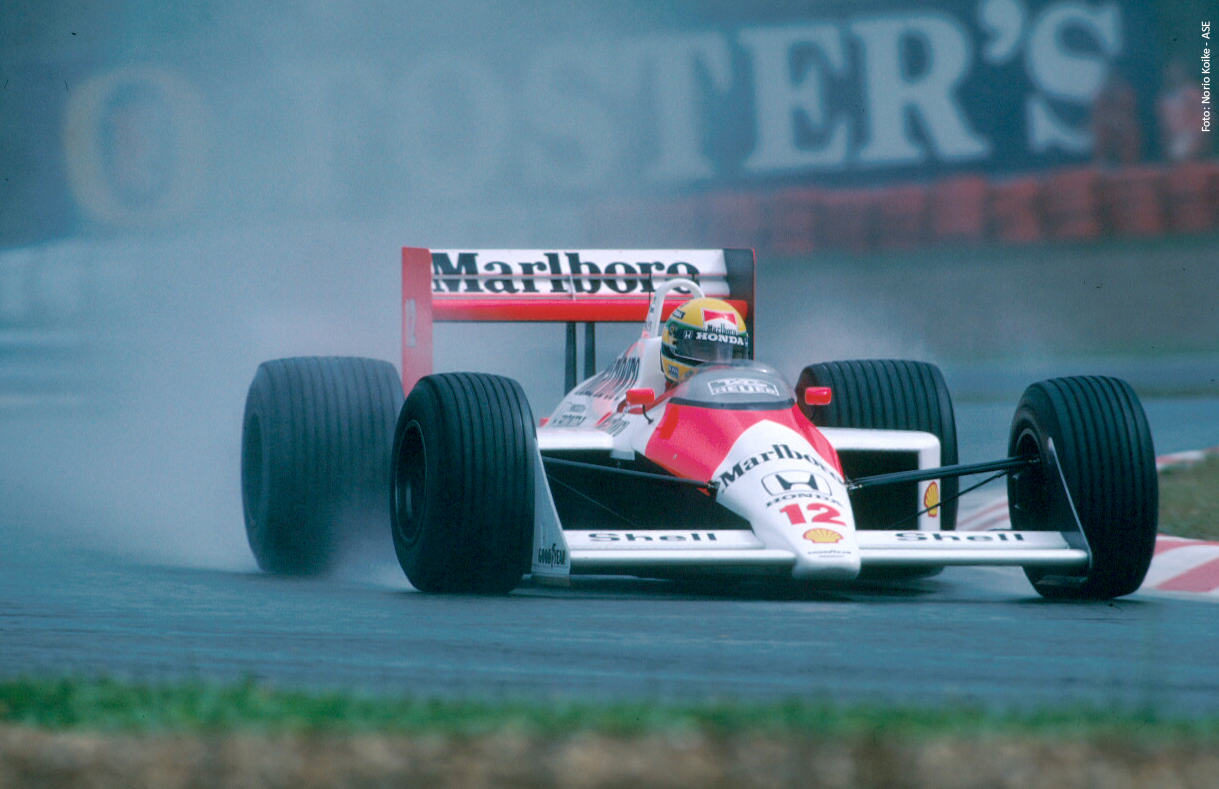
由艾爾頓·冼拿駕駛的麥拉倫MP4/4統治了整個1988年世界一级方程式锦标赛。

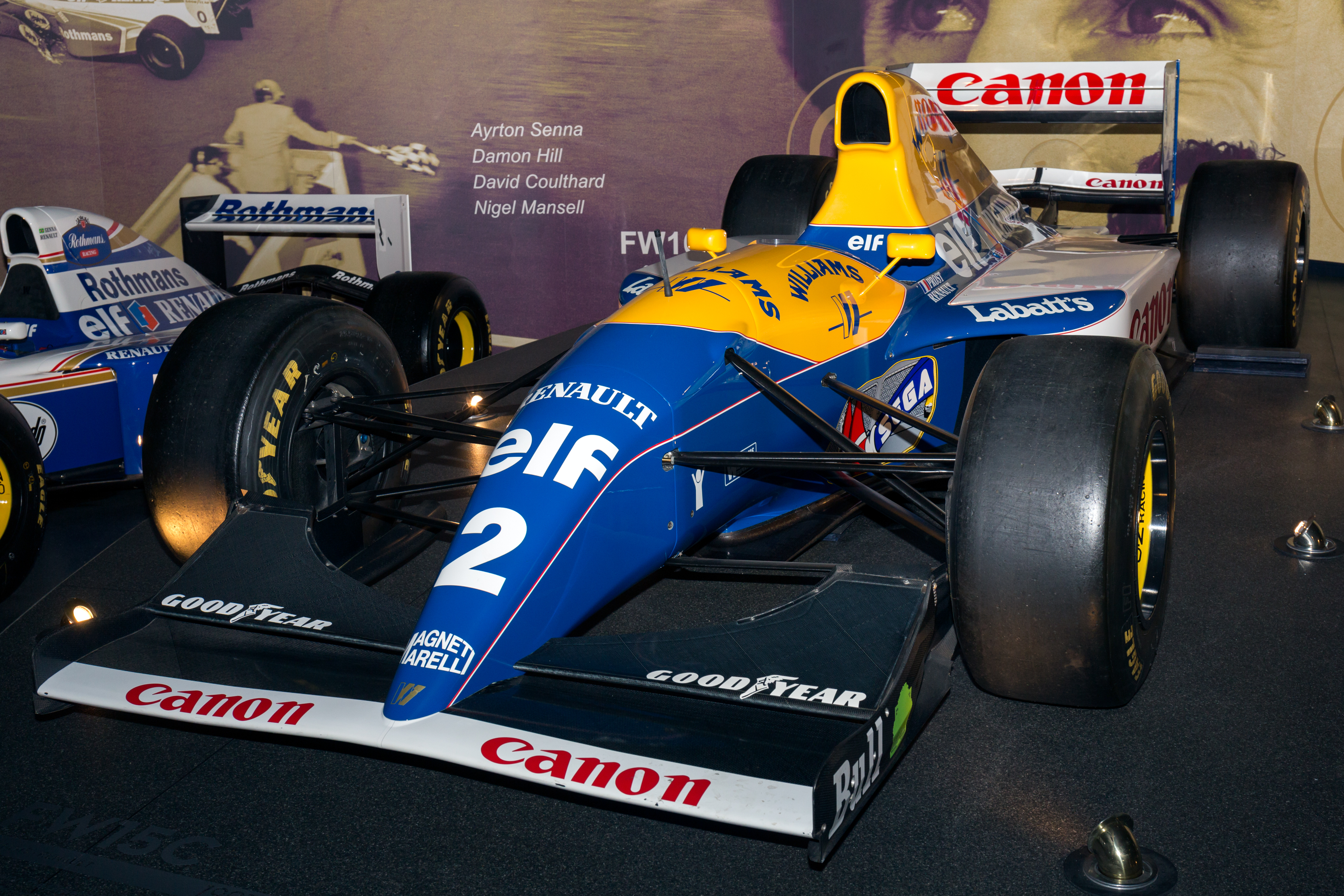
威廉姆斯FW15C，它被許多人認為是有史以來技術最先進的一級方程式賽車之一。

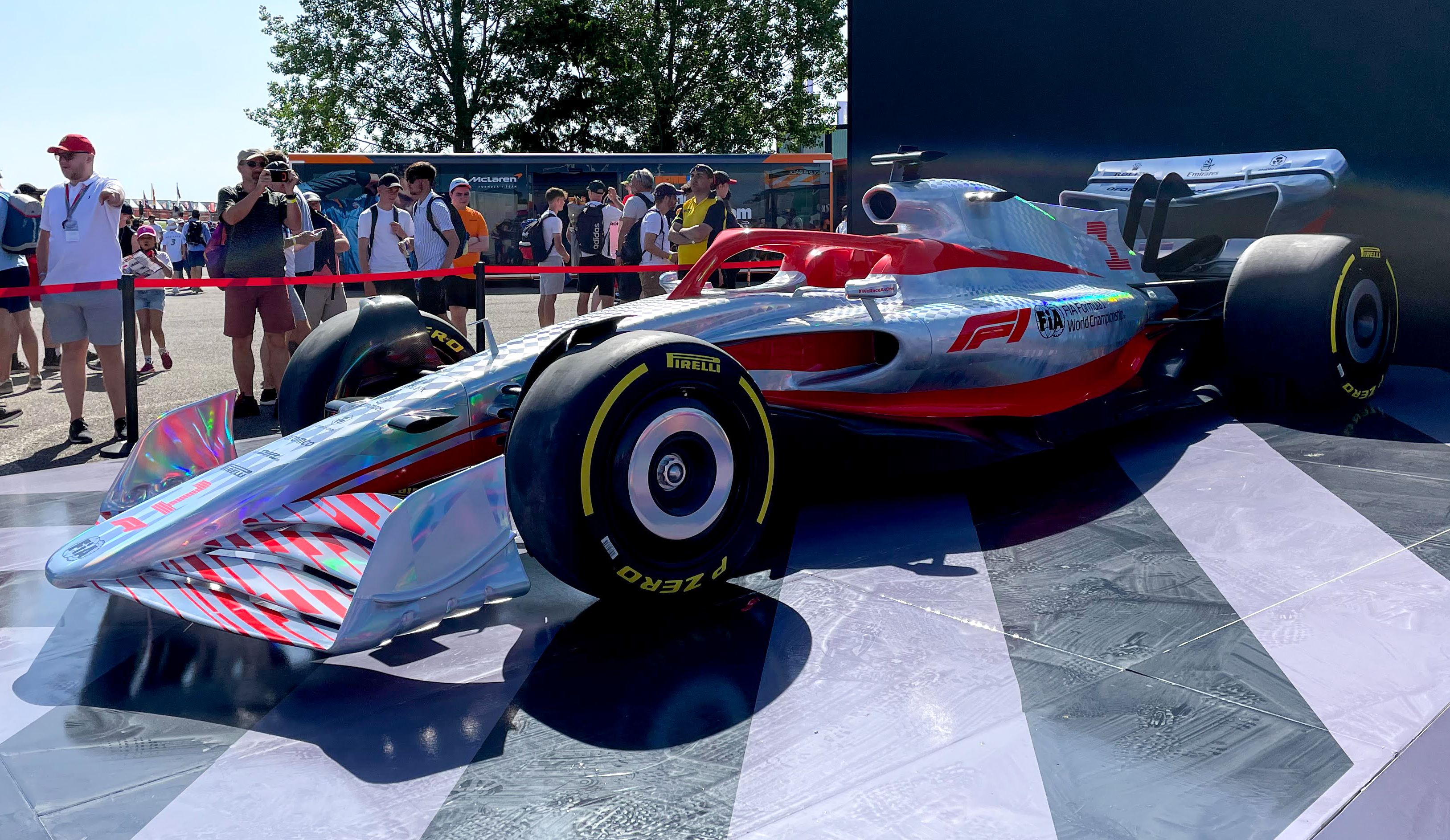
在2021年英國大獎賽上展示的2022年世界一级方程式锦标赛賽車模型。

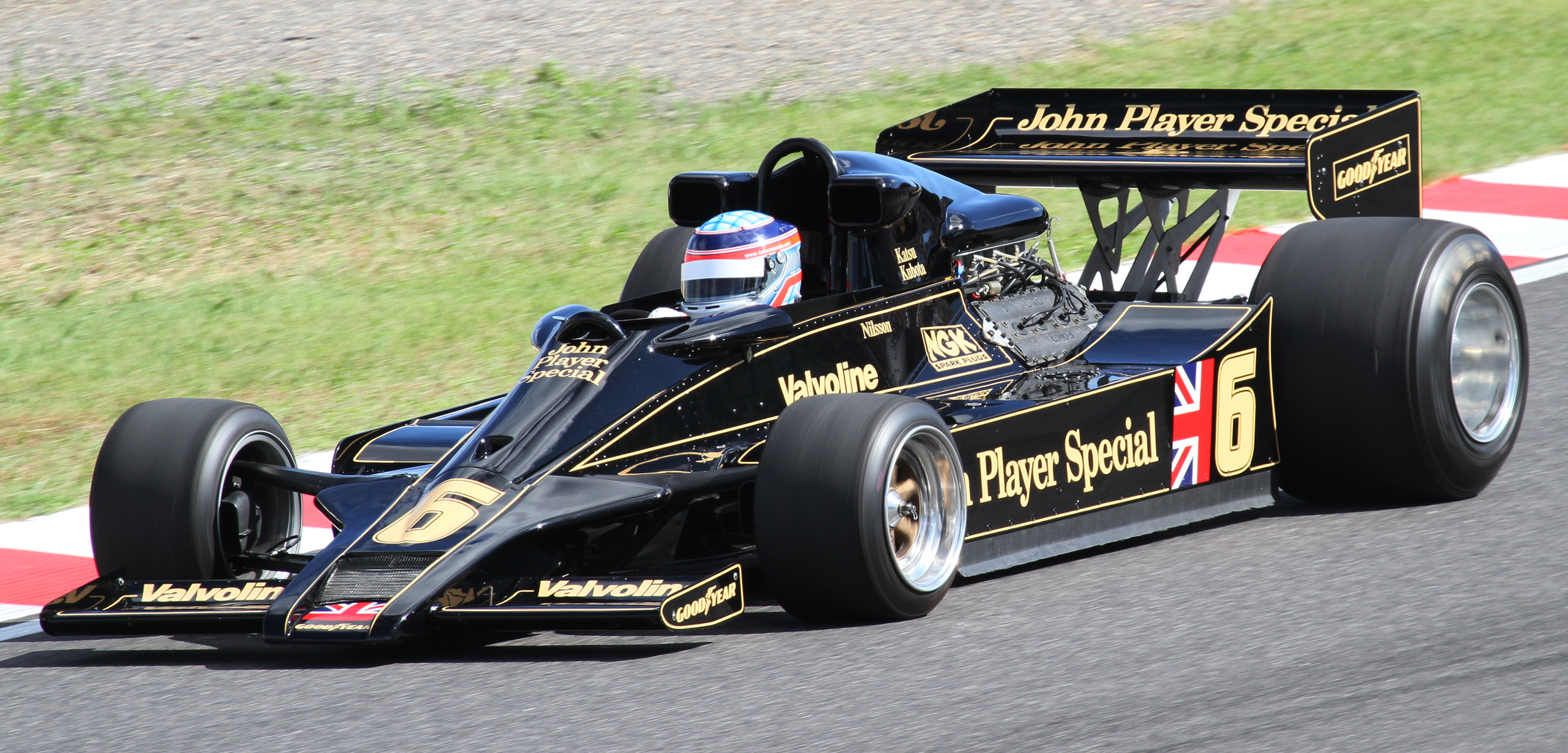
由科林·查普曼設計的蓮花78及其進化版蓮花79利用了後來被国际汽车联合会在1983年禁止使用的地面效应（文丘里效应）。

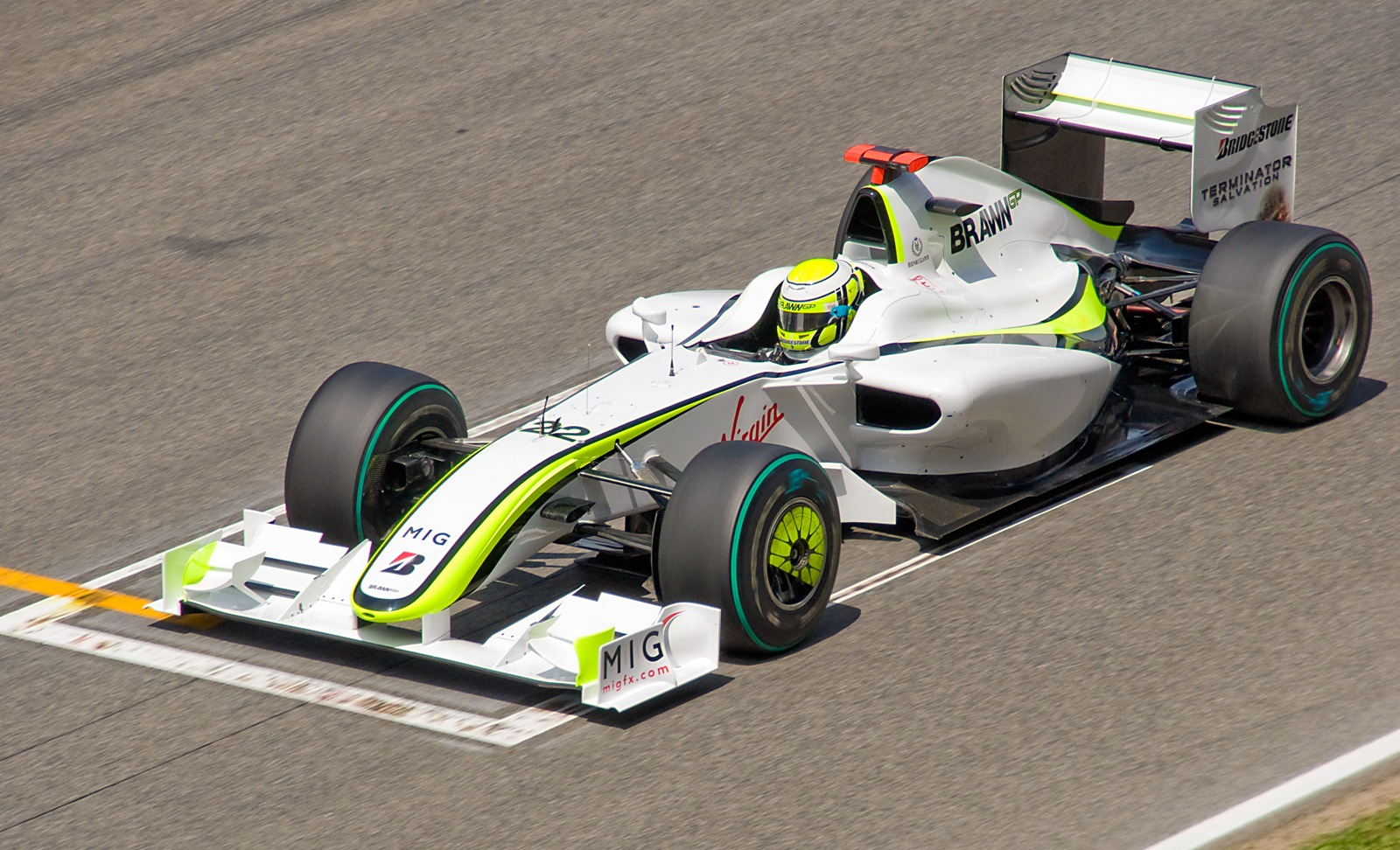
布朗BGP 001使用了“雙重擴散器”以增加下壓力，這種類型的擴散器被幾支車隊使用了兩個賽季，後來在2011年被国际汽车联合会禁止使用。

一級方程式賽車車輛（俗稱一級方程式賽車或F1賽車）是一種使用單座、開放式駕駛艙、用於參加一级方程式赛车比賽的開輪式方程式賽車。賽車擁有相當堅固的前後翼，引擎位於車手身後。設計賽車的規則是一级方程式赛车獨有的，規定賽車必須由車隊自己組裝及保養，但零件設計和製造可以外包。由於賽車能夠產生大量下壓力，因此它擁有非常高的轉彎速度；一級方程式賽車是世界上圍繞賽道行駛速度最快的賽車。由於強大的煞車力加上一級方程式賽車轉彎時製造的拉力（total cornering envelope），因此一級方程式車手經常需要承受超過5 g的橫向離心力，和在進彎時承受最高達7 g的離心力。

## 車體設計
現代一級方程式賽車由碳纖維和類似的超輕質材料複合材料製成。在2022年，規則規定賽車最低重量為798（1,759磅）（包括車手但不包括燃料），賽車在量度重量時會裝上乾地輪胎。在2014年之前，賽車的重量通常低於限制，因此車隊會裝上壓載物（ballest）以增加賽車的重量。使用壓載物的優點是它可以放置在賽車任何地方上，方便管理賽車的重量分佈。使用壓載物也有助於降低賽車的重心以提高穩定性，還允許車隊通過微調賽車的重量分佈以適應各個賽道。

## 引擎
在2006年世界一级方程式锦标赛，国际汽车联合会 (FIA) 引入了當時一種新的引擎規則，要求賽車使用2.4 L自然进气V8发动机提供動力，並且每個氣缸不超過四個氣門。FIA還對2.4L V8發動機引入了進一步的技術限制，例如禁止可變進氣閥門，以防止車隊過快達到更高的轉速和馬力。
2009年賽季將引擎轉速限制在18,000rpm，以提高引擎可靠性並降低研發成本。
有一段時間，一級方程式賽車一直使用3.0 L自然吸氣V10发动机；持續研發導致這些引擎能產生730至750 kW（980至1,000 hp）。在蒙扎国家赛车场上，賽車能達到375 km/h（233 mph）（由雅克·维伦纽夫和索伯-法拉利創造）的最高速度。車隊在1990年代後期開始在引擎製造時使用特殊合金，導致國際汽聯禁止引擎製造商在引擎製造中使用特殊材料；只允許使用铝、钛和鐵合金來製造活塞、氣缸、連桿和曲軸。FIA不斷實施材料和設計限制以限制引擎功率。即使有這些限制，在2005年世界一级方程式锦标赛中的V10发动机仍然能夠產生730 kW（980 hp），這是在1989年禁止渦輪增壓引擎之前從未見過的引擎功率水平。資金較少的車隊可以選擇保留V10引擎，但需要裝上轉速限制器以保持公平。唯一選擇此選項的車隊是紅牛第二車隊。
在2012年當轉速限制為18,000rpm時，引擎每秒消耗大約450 l（16 cu ft）空氣；比賽燃料消耗率通常在75 l/100 km（3.8 mi/imp gal；3.1 mi/US gal）左右。
所有賽車的引擎都位於車手和後軸之間。在大多數賽車中，引擎是受力部件，意味著引擎是賽車結構支撐框架（structural support framework）的一部分，引擎前端用螺栓固定在駕駛艙上，後端用螺栓固定在變速箱和後懸架上。
在2004年，車隊不能在一個完整的比賽週末更換引擎。在2005年，發動機至少需要持續在兩個完整的比賽週末中使用；如果車隊在兩場比賽之間更換引擎，他們將受到十個發車位的處罰。在2007年，這條規則略有改變，車隊不能在週六排位賽和週日的正賽更換引擎，但可以在週五的練習中更換引擎。規則變更的目的是為了鼓勵車隊參加週五的練習賽。在2008年，規則與2005年和2006年的相同，引擎至少需要持續在兩個完整的比賽週末中使用。然而，在2009年賽季，車手在整個賽季中最多使用八台引擎，這意味著有幾台引擎必須持續在三個比賽週末中使用。因為車隊必須選擇哪些比賽使用新的或使用舊的引擎，所以這種限制引擎使用的規則，也增加了戰術的重要性。
來到2014年，所有一級方程式賽車都配備了1.6 L V6渦輪增壓引擎。渦輪增壓器早在1989年就被禁止使用，重新使用渦輪增壓器會提高高達29%的燃油效率。梅赛德斯AMG车队早早在賽季中佔據主導地位的眾多原因之一是因為梅賽德斯渦輪增壓器的壓縮機位於引擎的一側，而渦輪則位於另一側，兩者都通過一根穿過引擎的V形軸連接起來。這種設計的好處是空氣不會通過太多的管道，從而減少渦輪延遲（turbo lag）並提高賽車的速度。此外，因為壓縮機距離熱渦輪更遠，所以通過壓縮機的空氣更冷。

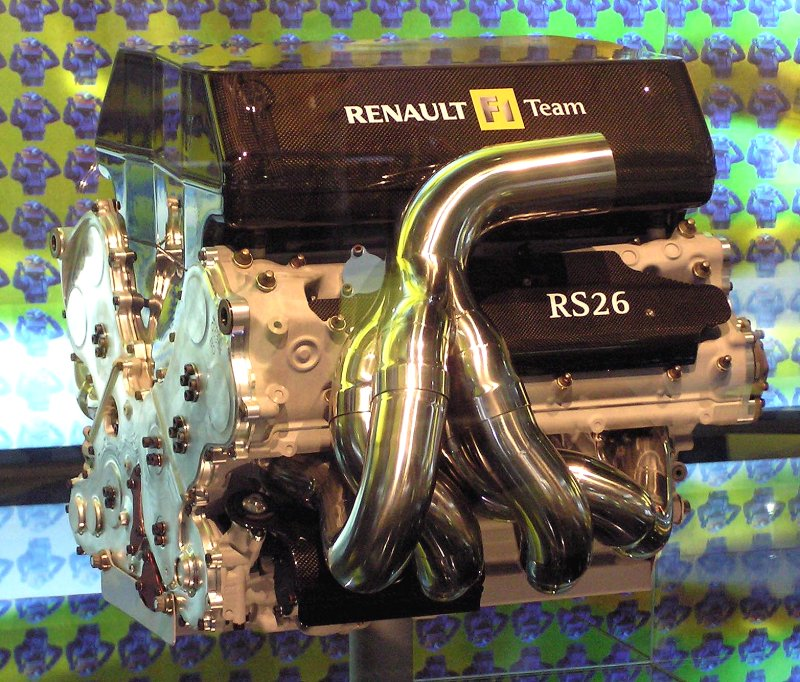
雷诺RS26 V8引擎，為2006年賽車雷諾R26提供動力。
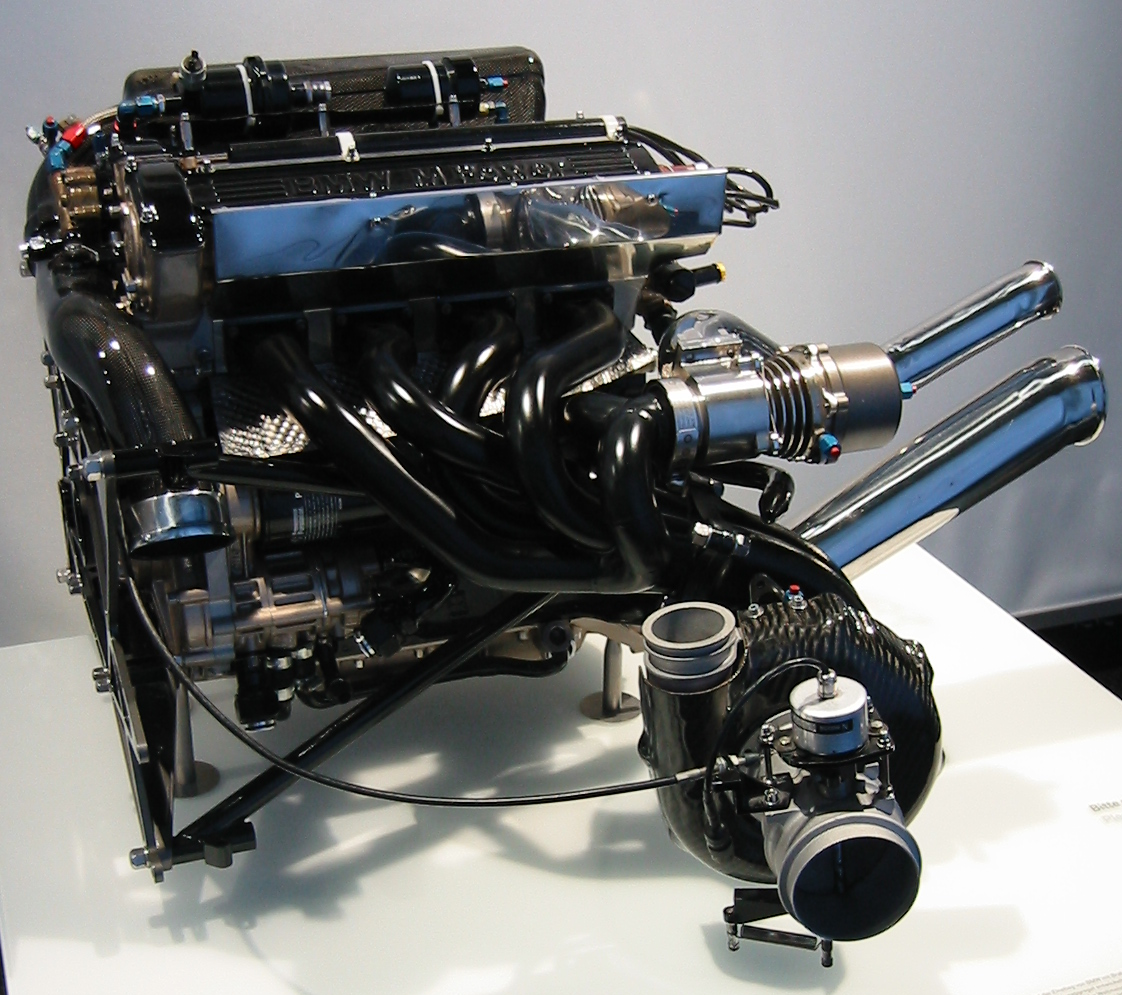
BMW M12/13是1980年代布拉漢姆-BMW賽車的1.5 L4缸渦輪增壓引擎，它能在排位賽期間產生了1400匹馬力。
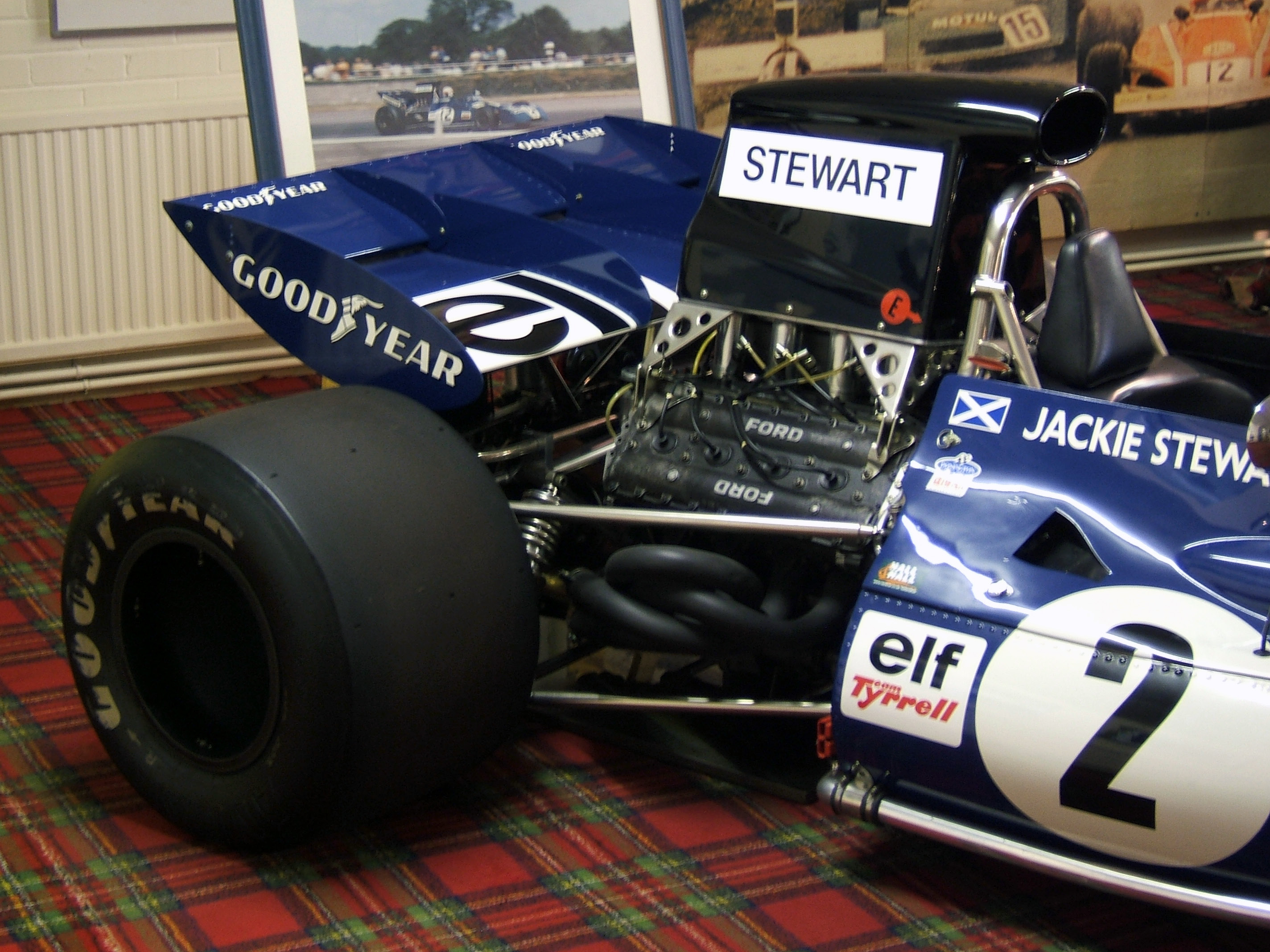
福特-考斯沃斯的DFV發動機是許多私人車隊使用的引擎，它在1967年至1983年間贏得了創紀錄的167場大獎賽，並贏得了12個車手冠軍。
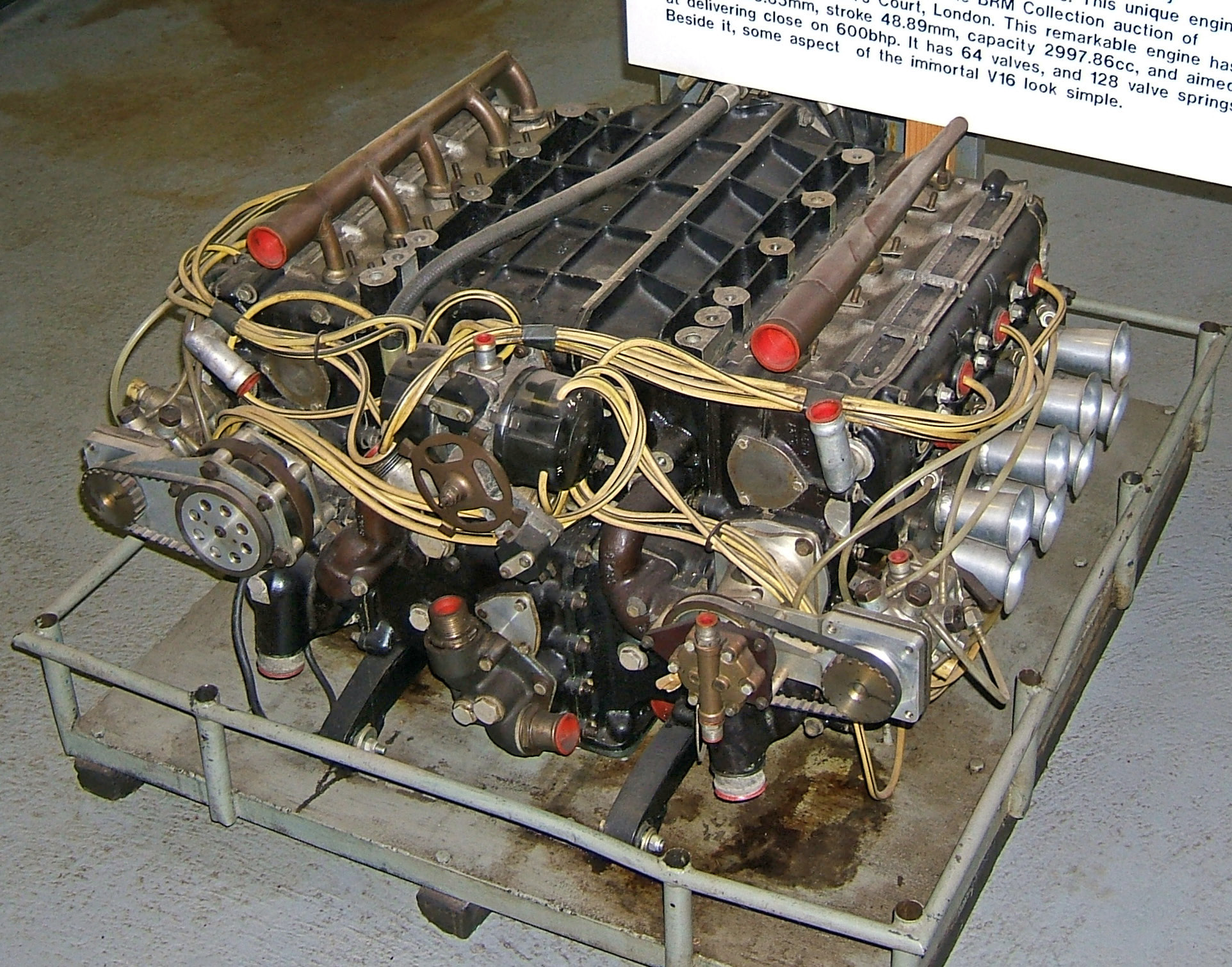
BRM H16引擎，是BRM（英语：BRM）車隊使用的16缸64氣門引擎。
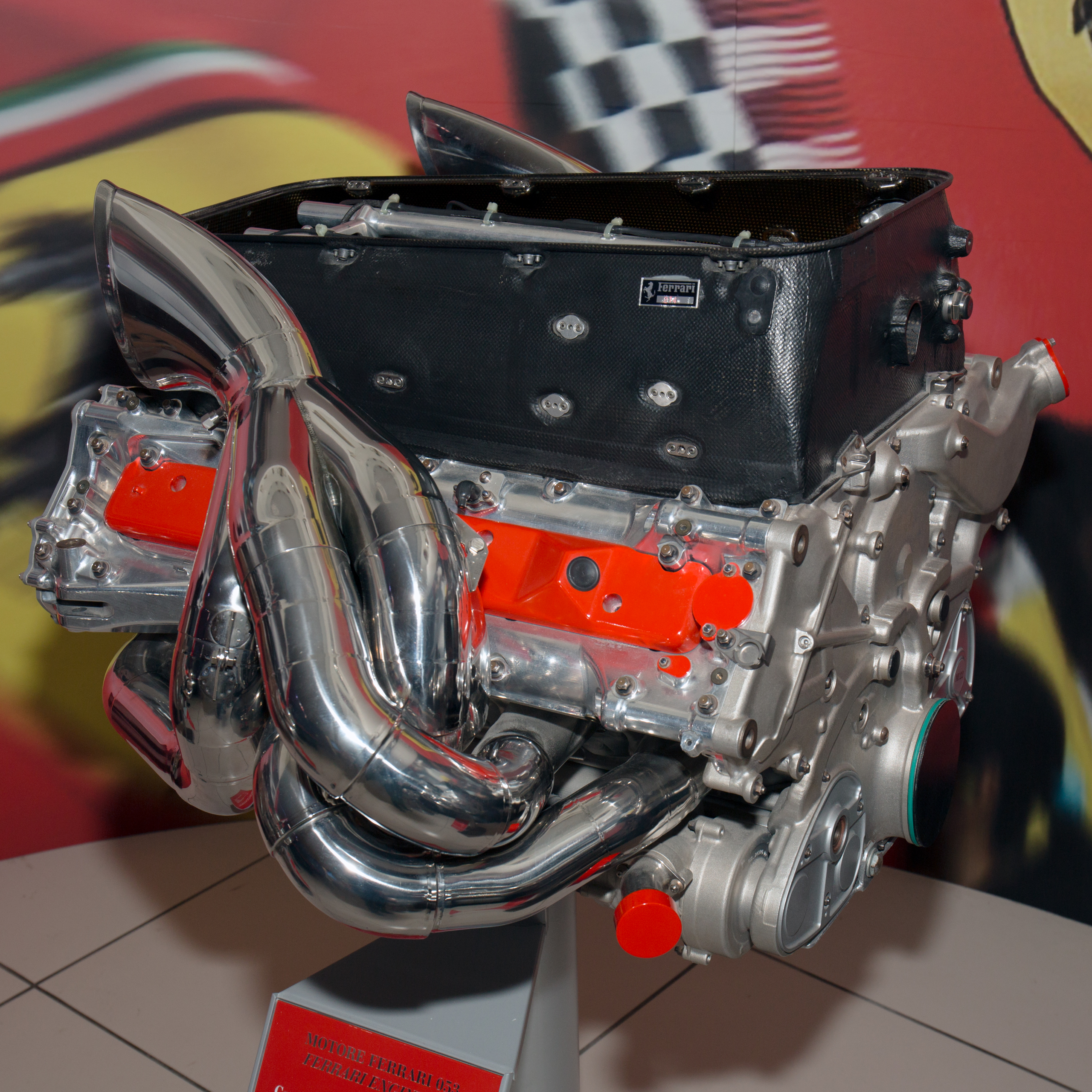
法拉利Tipo 053引擎，在2004年用於稱霸全季的法拉利 F2004；它能在18,300rpm時產生865匹馬力的功率。

## 傳動系統

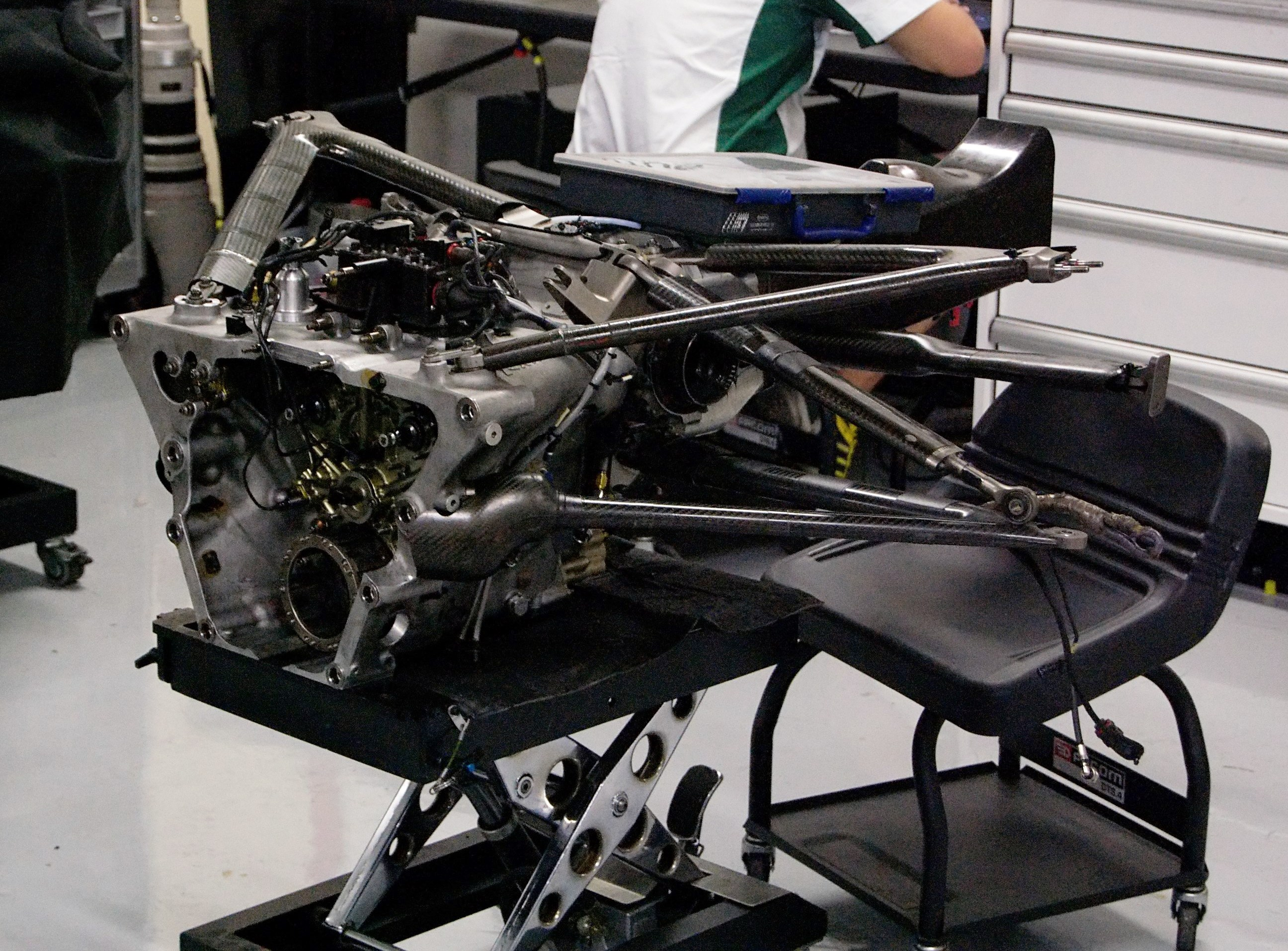
蓮花T127賽車後懸掛元件中的變速箱，攝於2010年。

一級方程式賽車由后轮驱动，並使用高度自動化、帶有換擋撥片、包含8個前進檔（2014賽季前，一級方程式賽車的變速箱只有7個前進檔）和1個倒後檔的半自動順序變速箱。因為散熱是一個關鍵問題，所以變速箱由碳鈦合金製成，並用螺栓固定在發動機後部。為了維持車手實力、加強車手參與控制賽車的比重，並確保沒有車隊非法使用這些系統來獲得競爭優勢和保持成本下降，全自動變速箱以及牽引力控制等系統分別在2004年和2008年開始被禁止使用。車手使用安裝在方向盘背面的撥片換檔，賽車使用先進的电磁阀、液壓执行器和传感器執行實際換檔。除了從靜止（即靜止、空檔）啟動到一檔時，車手使用安裝在方向盤背面的槓桿手動操作離合器，離合器控制在大部分時間都是由電動液壓系統執行。最後一輛一級方程式賽車配備傳統手動變速箱是參加1995賽季的富通FG01。
現代一級方程式離合器採用多片碳纖維設計，離合器直徑小於100 mm（3.9英寸），重量小於1（2.2磅）並處理大約540 kW（720 hp）。從2009年賽季開始，所有車隊都使用“無縫換檔变速器”。這種變速器能夠接近實現即時換檔，同時將馬力損失降至最低，現代一級方程式賽車的換檔延遲時間在2-3毫秒內。為了降低成本，變速箱必須連續使用五場比賽，在五場比賽的下限之前更換變速箱將會被罰退5位。

## 空氣動力學
空气动力学已經成為在一級方程式中取得成功的關鍵，各車隊每年為空氣動力學的研發投入數千萬美元。
賽車設計師有兩個主要目標：產生下壓力，幫助將賽車的輪胎推到賽道上以改善轉彎力；並最大限度地減少由湍流引起，減慢賽車速度的阻力。
幾支車隊在1960年代後期開始嘗試在賽車上加上頭翼和尾翼。賽車頭翼和尾翼的原理與飛機機翼相同，但一級方程式賽車的翼產生下壓力而不是升力。由於賽車產生巨大的下壓力，現代一級方程式賽車能夠產生6 G的橫向轉彎力。由賽車空氣動力設計所產生的下壓力通常大於賽車的重量。理論上當賽車高速行駛時，它可以在倒置的表面上行駛：例如在天花板上。
蓮花、法拉利和布拉漢姆在1968年率先使用空氣動力學來增加一級方程式賽車的抓地力。起初，蓮花為诺曼·格拉汉姆·希尔的蓮花 49B在1968年摩納哥大獎賽上安裝前翼和擾流板，然後布拉漢姆和法拉利在1968年比利時大獎賽上把車翼安裝在車手上方的支柱上。
早期的活動戶外車翼和試驗發生了一些嚴重的事故，因此在1970年，国际汽车联合会引入了限制車翼尺寸和位置的規則。隨著時間的推移，類似的規則至今仍在使用。

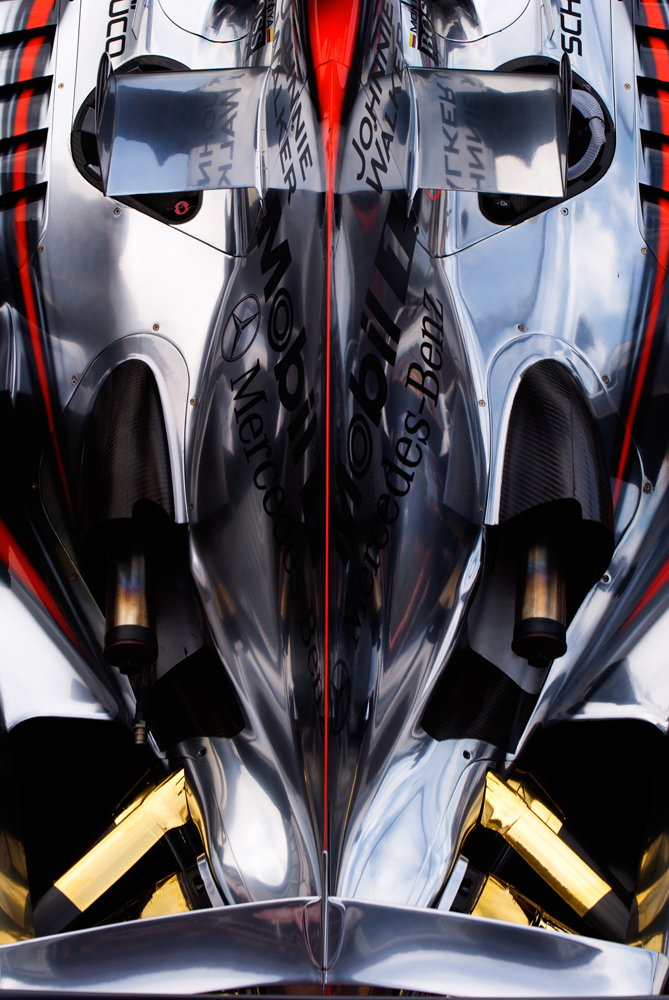
麥拉倫MP4-21的後引擎罩設計將氣流引導至尾翼

在1960年代後期，Chaparral 的 Jim Hall 首次把「地面效应」引入一級方程式。在1970年代中期，蓮花車隊的工程師發現賽車可以通過在底部創建一個翼型結構來製造成一個巨大的機翼，促使氣流移動，從而增加下壓力。Gordon Murray 從他的 Chaparral 2J 賽車中應用了 Jim Hall 的另一個想法（直接利用風扇強行加速流經車底的空氣，空氣流速越高壓力就越低），設計了布拉漢姆BT46B。賽車有一個散熱器風扇，它還可以從賽車下方的裙邊區域抽出空氣，從而產生巨大的下壓力。在受到其他車隊的投訴後，車隊在一場比賽后就沒有再次使用BT46B。隨後規則的變化限制了地面效應，首先是禁止使用用於保持低壓區的裙邊，然後封禁了“階梯式底板”。
儘管大多數車隊的空氣動力學部門使用了風洞和计算流体力学（CFD），但一級方程式空氣動力學的基本原則仍然適用：以最小的阻力產生最大的下壓力。安裝在前部和後部的主翼根據不同的下壓力要求而配備不同的輪廓。在摩納哥這樣狹窄、緩慢的賽道，賽車需要非常激進的機翼，車隊在後翼上安裝兩個獨立的“小翼”（規則允許每輛賽車最多只能安裝兩個小翼）。相比之下，在蒙扎這樣的高速賽道，車隊會把頭翼和尾翼的角度降低，並去除賽車上的小翼，以減少阻力並提高在直道上的速度。

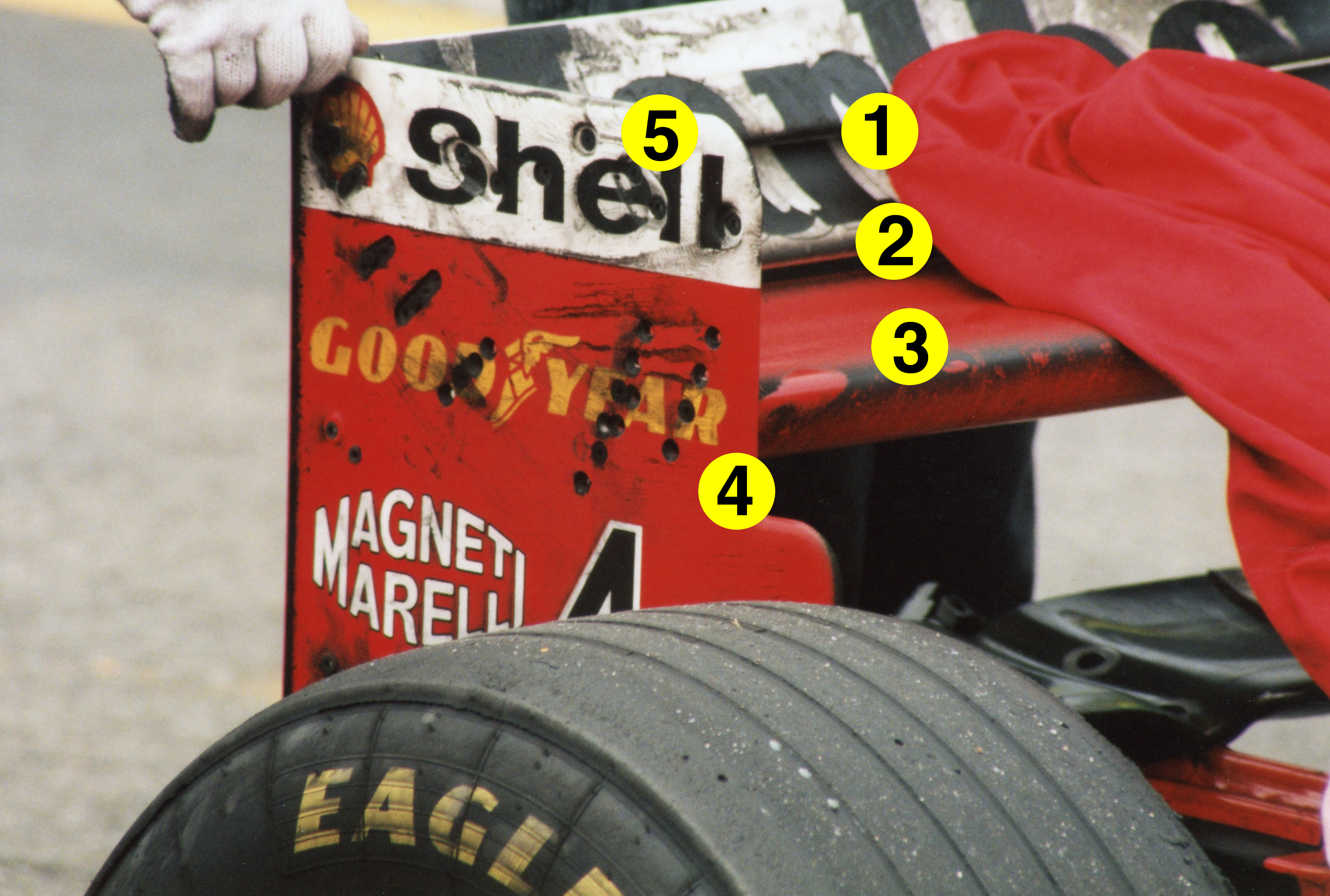
現代一級方程式賽車的尾翼具有三個空氣動力學部件（1、2、3）。在尾翼的端板上可看到一排用於調整攻角（4）和安裝另一個元件（5）的孔。

現代一級方程式賽車的每一個表面，從懸架連桿的形狀到車手頭盔的形狀，都加入了空氣動力學的元素。當氣流碰到車身，氣流便會中斷，並產生湍流，從而產生阻力，這會使賽車減速。減少阻力所需要的工作與增加下壓力所需要的一樣多。從安裝在車翼上以防止渦流形成的垂直端板到安裝在尾翼低處的擴散板，他們都有助重新平衡已經從賽車下方通過，流動更快的空氣壓力，否則會在賽車尾部產生一個低壓“氣球”。同時，賽車必須確保良好的氣流供應以幫助引擎和煞車散熱。
近年來，大多數一級方程式車隊都試圖效仿法拉利的車體設計，將車尾放低和收窄，這種設計減少了賽車的阻力。安裝在賽車側面的引流板也有助於塑造空氣流動並儘量減少湍流。
2005年引入的規則變更迫使空氣動力學家需要變得更有創意。為了降低速度，國際汽聯通過抬高前翼、將後翼向前移動和修改擴散器輪廓來減少賽車的下壓力。設計師們很快通過各種複雜而新穎的解決方案彌補了損失的下壓力，例如在麥拉倫MP4-20上出現的“喇叭”小翼。根據國際汽聯在2009年實施更嚴格的空氣動力學規則，大部分的解決方案都被封禁了。
規則變化旨在降低跟車以及超車難度，使比賽更加精彩。新規則將一級方程式賽車帶入了另一個新時代，賽車的前翼更低更寬，尾翼更高更窄。然而，也許最有趣的變化是賽車新增了“可調節的空氣動力學部件”，車手能夠在比賽期間從駕駛艙對前翼進行有限的調整。

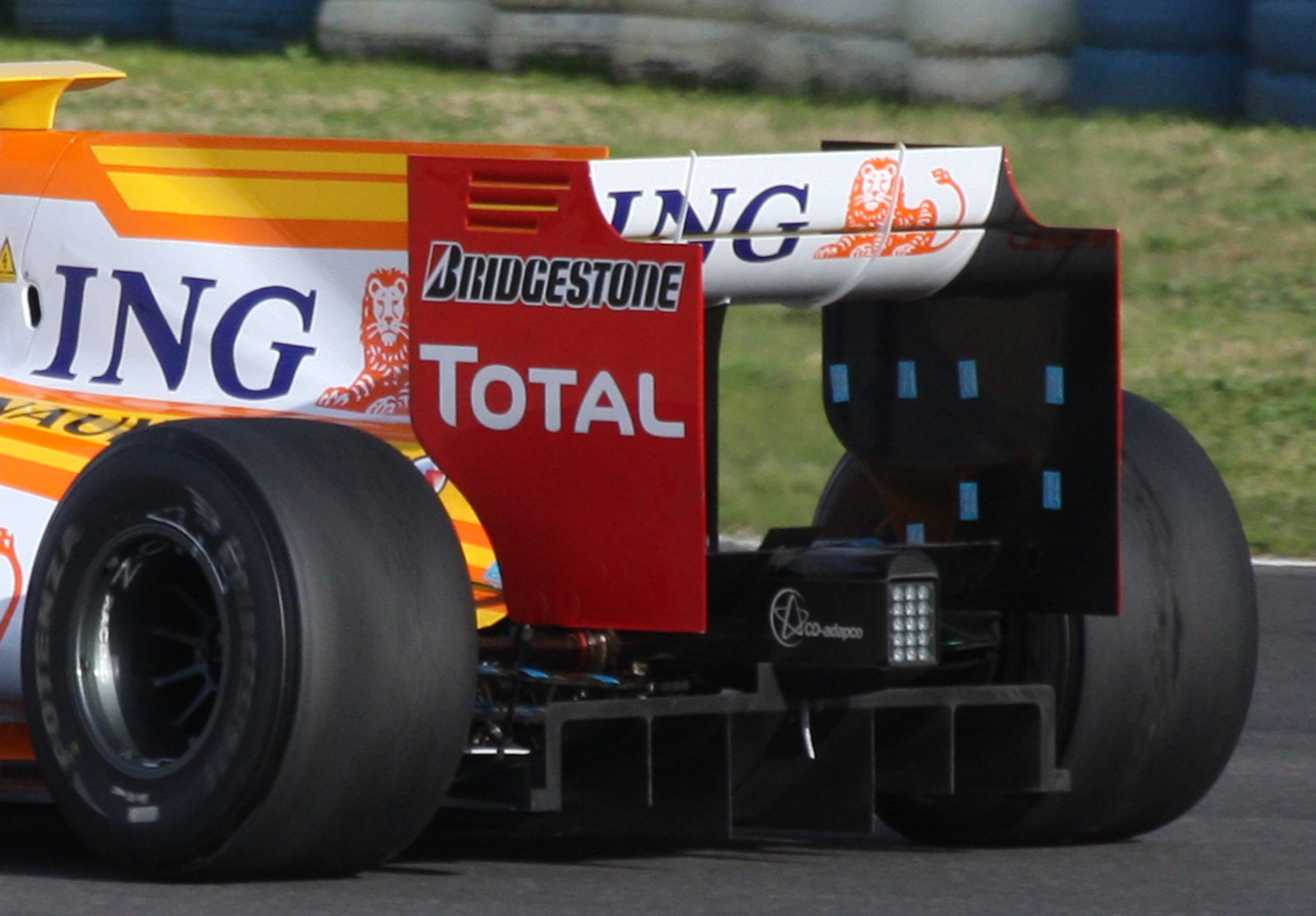
2009年雷諾R29上的擴散器。擴散器是安裝在賽車尾部的空氣動力學部件，帶有垂直葉片。自1980年代後期以來，擴散器一直是一級方程式賽車必要的空氣動力學部件。

### 翼

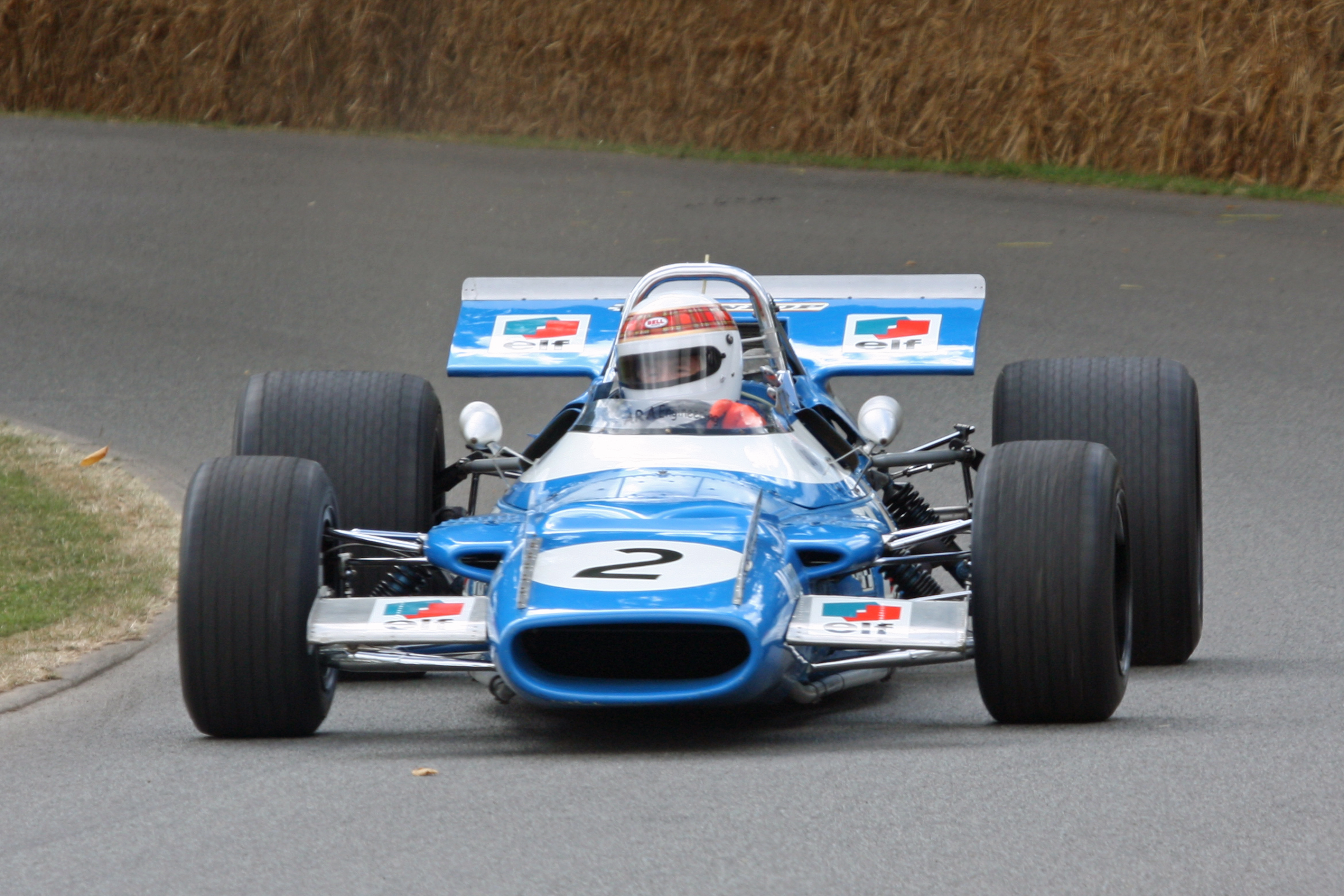
前翼和尾翼在1960年代後期出現。到1960年代末，前翼和尾翼已成為所有方程式賽車的標準配置。圖為1969年的馬特拉-考斯沃斯MS80。

早期的設計將前翼和尾翼直接連接到懸架上，但因幾起事故而導致規則規定前翼和尾翼必須牢固地固定在底盤上。一級方程式賽車空氣動力學設計的宗旨是以最小的阻力提供最大的下壓力；賽車每一個部分的設計都考慮到了這點。像大多數開輪式賽車一樣，一級方程式賽車具有大的前翼和尾翼，但它們比美國的開輪式賽車要先進得多，後者較依賴於懸吊調校。一級方程式賽車前翼和後翼經過極其精細的調整，車身的其他部分，例如鼻頭下方的轉向葉片、引流板、側箱、車身底部和尾部擴散器，它還具有引導氣流的空氣動力學部件。如此頂尖的空氣動力學發展水平使一級方程式賽車產生的下壓力比任何其他開輪式賽車都要大。例如印地賽車在190 km/h（118 mph）時產生與賽車重量相等的下壓力（即下壓力與重量比例為1：1），而一級方程式賽車在125至130 km/h（78至81 mph）和190 km/h（118 mph）比例大約為2：1。

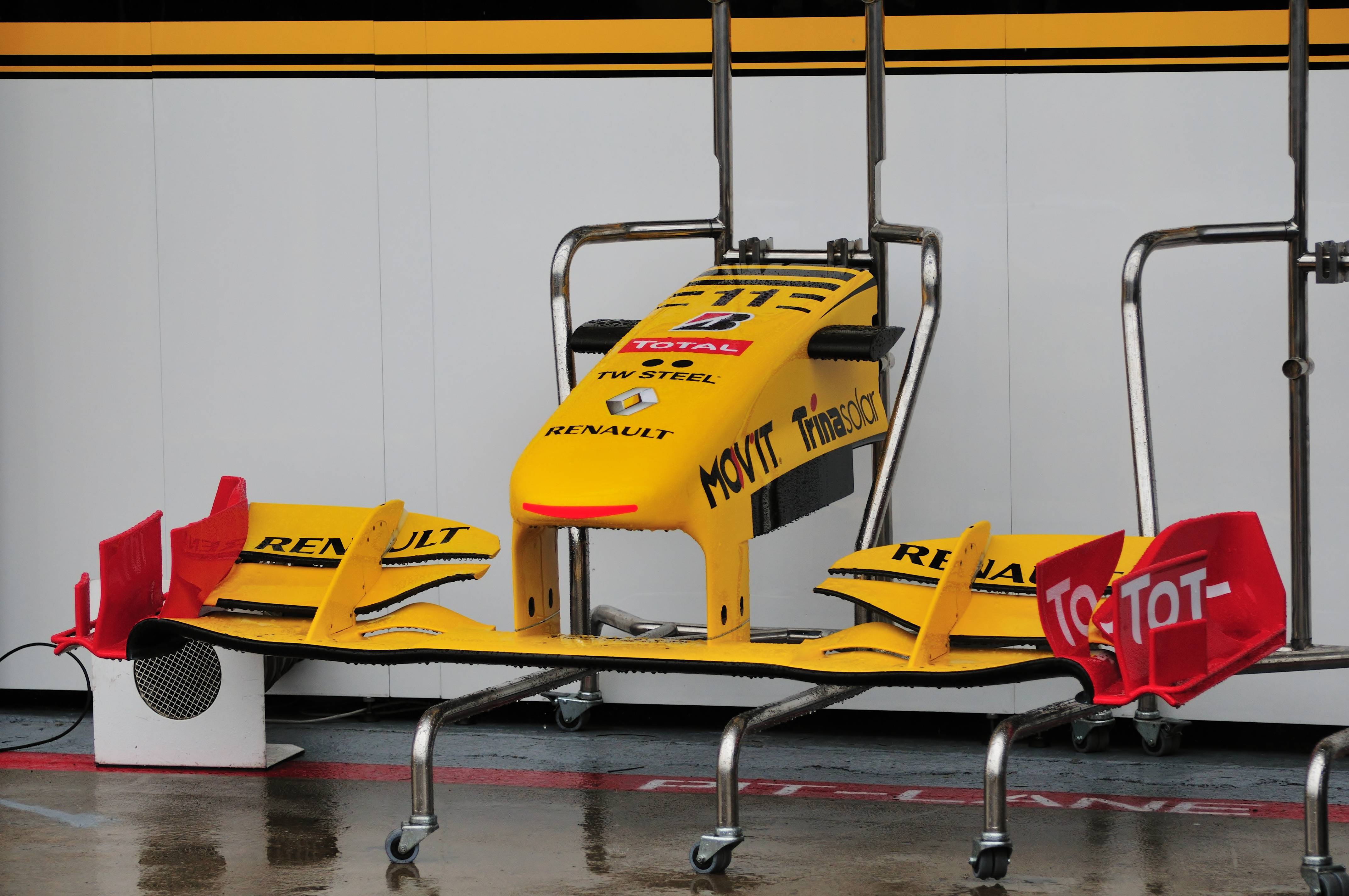
在雷諾R30上的低下壓力規格前翼。前翼對賽車的轉彎速度和操控性有很大影響，車隊會根據賽道的下壓力要求而更換不同規格前翼。

引流板的設計、形狀、配置、調整和定位不是像傳統的翼或車身底部文丘里管那樣直接產生下壓力，而是通過賽車邊緣溢出的空氣產生渦流。使用渦流是一級方程式賽車的一個重要特徵。由於渦流是一種旋轉流體，會在中心產生一個低壓區，因此產生渦流會降低空氣的整體局部壓力。因為低壓區允許正常的大氣壓力將賽車向下壓，所以賽車需要低壓區；產生渦流可以增加下壓力，同時仍遵守禁止地面效应的規則內。
在威廉姆斯、豐田和布朗車隊賽車上使用，被稱為“雙重擴散器”的獨特擴散器設計讓2009賽季的一級方程式賽車受到了很多質疑。布朗車隊老闆罗斯·布朗稱雙重擴散器設計是“一個創新的發明”。在2009年中國大獎賽之前，国际汽车联合会在巴黎開會，聽取了許多車隊的上訴，並宣布使用雙重擴散器是合法的，但隨後在2011賽季，雙重擴散器被禁止使用。2010和2011賽季的另一個爭議點是紅牛賽車的前翼。幾支車隊抗議聲稱該翼違反了規定。在賽道上拍攝的短片顯示，紅牛賽車的前翼在高速行駛時外側彎曲，隨後產生了更大的下壓力。國際汽聯對紅牛賽車的前翼進行測試，沒有發現前翼違反了任何規定。
2011年，新的減阻系統DRS推出。DRS允許車手調節尾翼的角度以減少空氣阻力，從而使賽車獲得更快的速度，以達到超車的目的，亦使比賽的觀賞性大大增強。系統由電子控制，DRS可以在練習和排位賽中在DRS區域內使用（除非車手使用濕地輪胎），但在比賽期間，後車只能在賽道的規定的超車區域（DRS區域）及後車和前車的時間差為一秒以內時，後車才可以啟用DRS。一旦車手剎車，系統就會被停用。然而，車手、車迷和專家對DRS系統的接受程度卻有所不同。引用一級方程式車手罗伯特·库比卡的話：“兩年來都沒有在一級方程式看到任何超車動作。”因為實際上DRS並沒有需要車手技能才能成功超車，所以表明了DRS是在賽道上一種不自然的超車方式。

### 鼻筒
鼻筒有三個主要用途：
1. 把前翼和車體連結的結構。
2. 將氣流引導到賽車底部的擴散器。
3. 在發生事故時充當賽車的減震器。

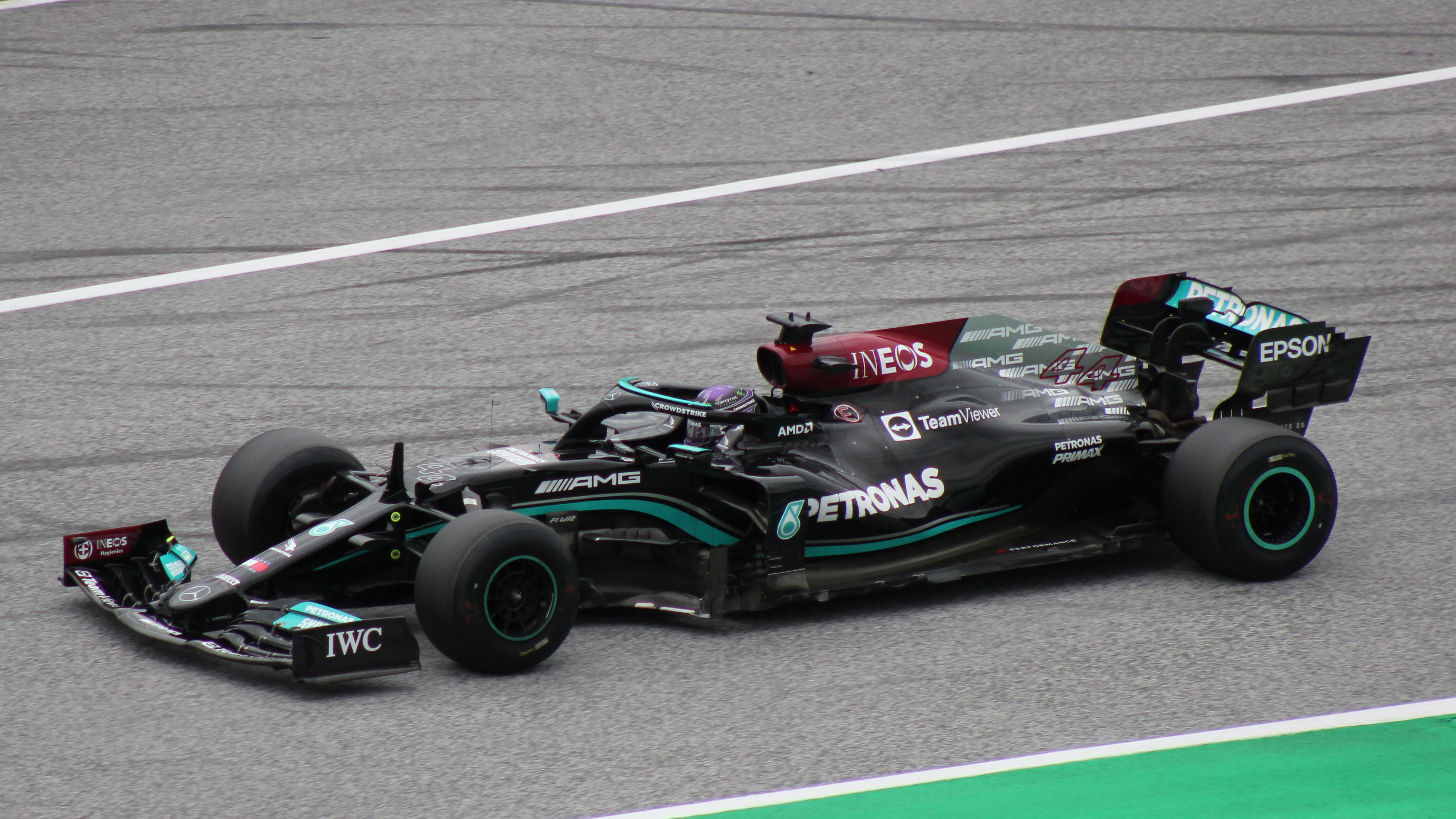
在梅赛德斯-AMG F1 W12 E Performance駕駛艙後面的气箱，表面印上贊助商英力士的標誌。

鼻筒是由碳纖維製成的中空結構，它們吸收碰撞時的衝擊力，防止衝擊力對車手造成傷害。

### 气箱
在駕駛艙後面有一個叫做氣箱的結構。气箱用作接收高速流動的空氣並將它供應到引擎的進氣歧管，衝壓效應將高速氣流壓縮並加壓，高壓氣流會增強引擎動力。另外，因為高壓氣流經過車手的頭盔上方，所以供給气箱的氣流全都是亂流。氣箱接收這些亂流，防止它與其他部件一起擾亂层流。
气箱的第二個優點是它的表面面積很大，車隊能在上面印上很多贊助商的標誌，增加額外的廣告收入。

### 地面效应

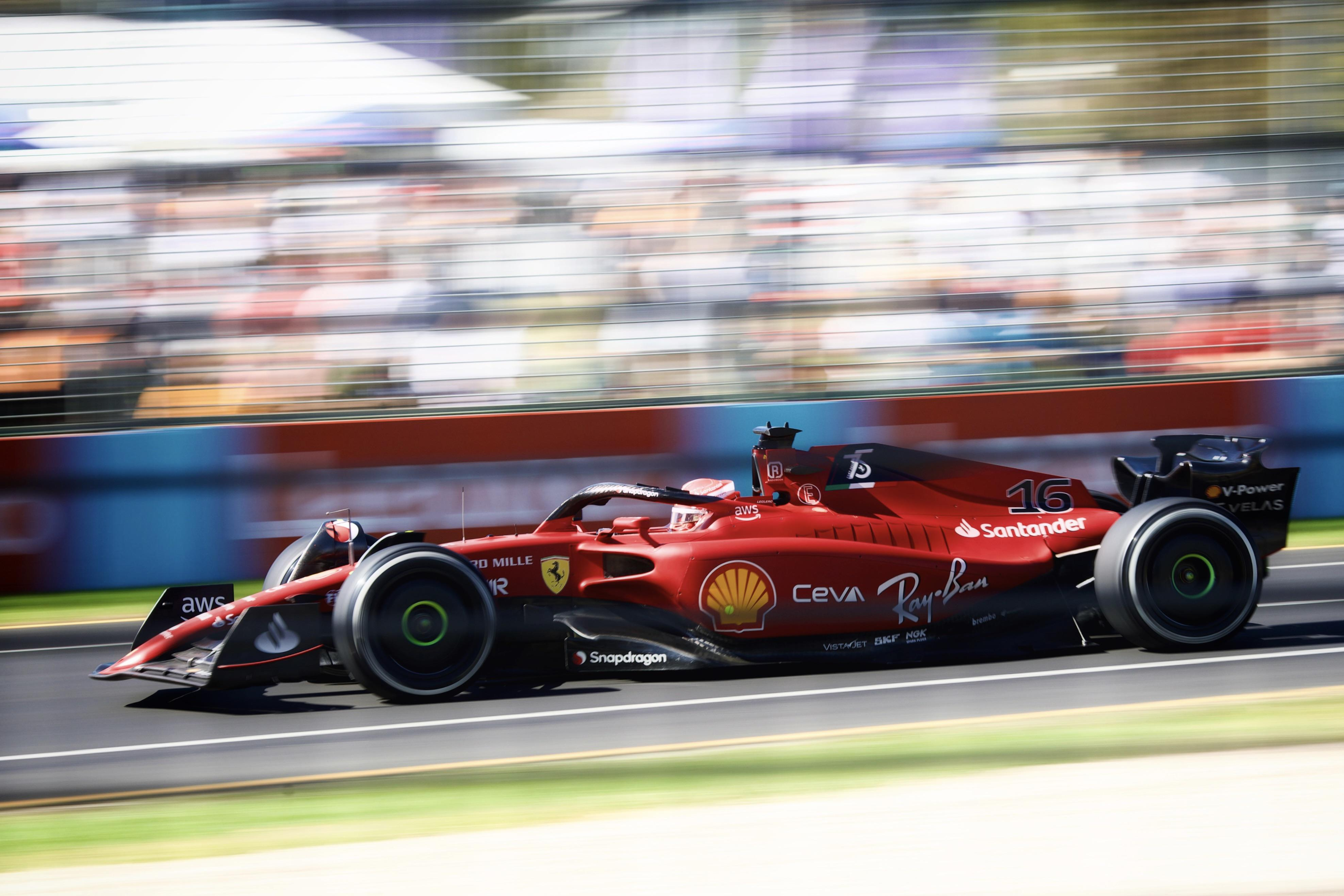
夏尔·勒克莱尔駕駛使用了地面效應的法拉利F1-75在阿爾伯特公園賽道進行2022年澳大利亚大奖赛的第三節自由練習。

一級方程式的規則嚴重限制賽車使用地面效应。地面效应是一種能同時產生巨大下壓力且不會製造很多阻力的方法。規則列明，底盤與車軸之間必須是水平的。一塊10毫米厚的木板或防滑塊放在車底下，以防止賽車跑得太低而接觸到賽道表面。在比賽前後，裁判會測量防滑塊的厚度；如果比賽結束後防滑塊的厚度小於9毫米，賽車將被取消資格。
一級方程式賽車通過擴散器製造大量下壓力。地面效應有壞處，例如頭翼和尾翼尺寸的限制（地面效應需要在高攻角賽車才能產生足夠的下壓力）以及由開放式車輪產生的渦流導致賽車的阻力係數很高（根據米納爾迪車隊技術總監加布里埃爾·特雷多齊所說，阻力係數約為1，現代汽车的阻力係數約為0.25至0.35之間）。因為阻力而失去的時間可以通過極高速度轉彎能力而得到補償。車隊在每條賽道都會有不同的空氣動力學配置：低阻力配置適用於高速賽道，如蒙扎国家赛车场；高下壓力配置適用於較低速和多彎的賽道，如摩纳哥赛道。

### 規則
根據2009年的規則，國際汽聯禁止賽車使用用於操縱賽車氣流以減少阻力並增加下壓力的小型翼梢和其他空氣動力學部件（除了前翼和尾翼）。目前，前翼的特殊形狀是為了將空氣導向所有小翼和引流板，使氣流順暢。當前翼無法導流經過車身的空氣時，賽車的各個部分都會產生很大的阻力。2009年，尾翼的寬度減少了25厘米，前翼的中心部分被標準化，以阻止車隊開發前翼。賽車在2017年改變了很多，規則允許前後翼和輪胎變得更寬。
在混燃時代，車手們都注意到，由於來自領先賽車所製造的大量湍流或“骯髒空氣（Dirty Air）”減少了緊隨其後賽車的空氣動力學性能，所以賽車難以緊跟在其他賽車後面，特別是在試圖超車時。因此在2022年，國際汽聯對賽車的空氣動力學特性進行改造，以減少領先賽車所製造的“骯髒空氣”，讓超車變得更容易。賽車的前翼、側箱和後翼都經過重新設計，把湍流向上引導。賽車使用18英寸更大的輪胎，以限制輪胎旋轉時產生的渦流。

## 方向盤

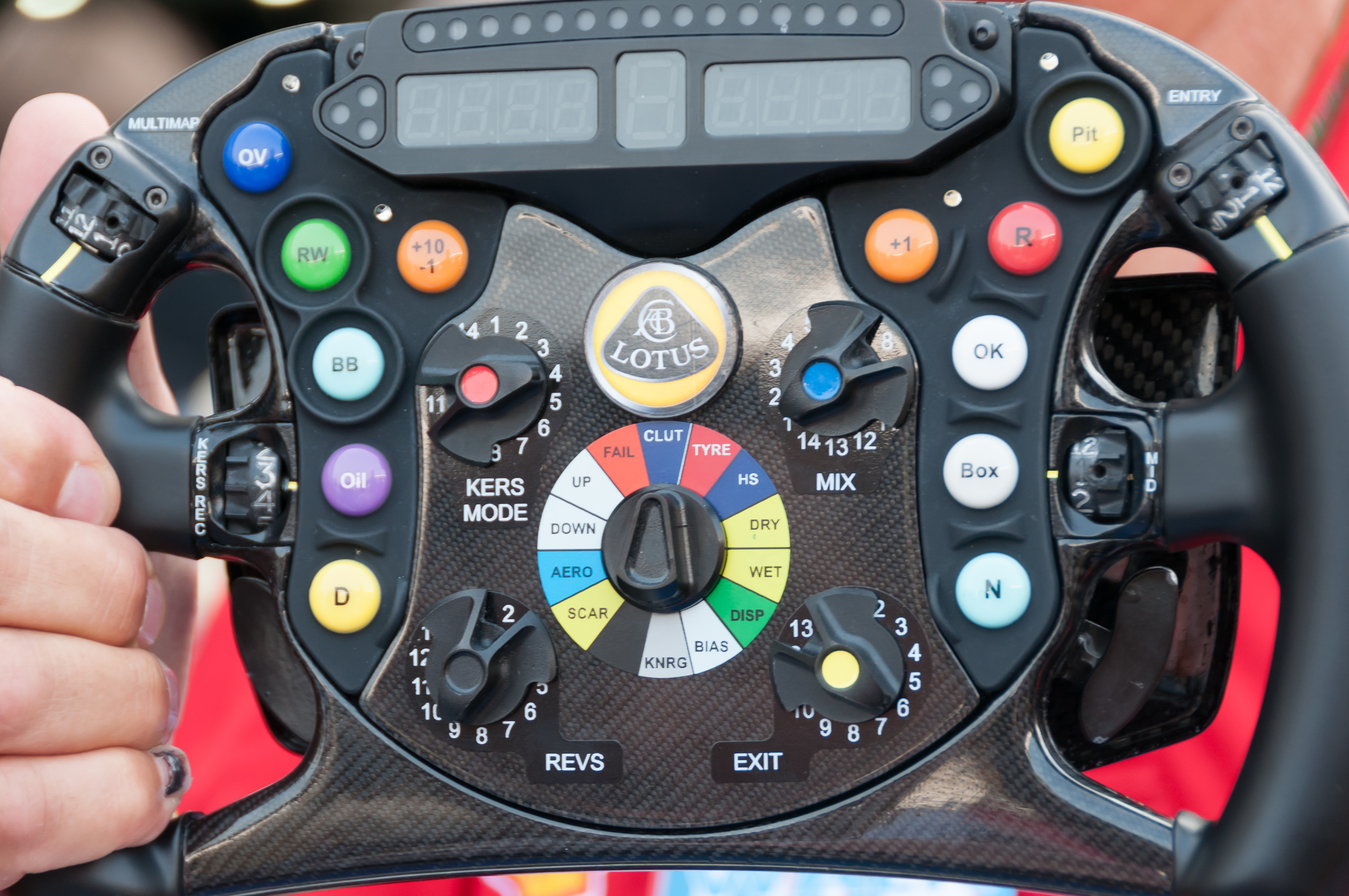
一個路特斯F1车队在使用的方向盘，帶有一系列複雜的開關、旋鈕和按鈕。

車手能夠使用方向盤微調賽車的設定。方向盤可用於換檔，啟用轉速限制器，調整燃料/空氣混合的比例，改變制動器壓力，並與車隊工作人員溝通。液晶顯示屏上顯示了發動機轉速、單圈時間、速度和檔位等數據。方向盤還包含換檔撥片和一排LED換檔燈。方向盤使用碳纖維製造，重1.3公斤，大約價值50,000美元。在2014年，梅賽德斯等車隊選擇在方向盤上使用更大的液晶顯示屏，讓車手可以看到額外的信息，例如燃油流量和扭矩输送等數值。

## 燃油
一級方程式賽車中使用的燃油與普通（高級）汽油非常相似，但燃油混合控制更加嚴格。一級方程式燃料屬於高辛烷值優質道路燃料，辛烷值為95至102。自1992年賽季起，所有一級方程式賽車都必須使用無鉛賽車汽油。
一級方程式賽車燃油經過調整，可在不同的天氣條件或不同的賽道上實現最佳性能。在比賽期間，車隊被限制使用特定重量的燃料。因為燃料的能量含量取決於其質量密度，車隊會使用比水的密度更大的高密度燃料混合物。
為了確保車隊和燃料供應商不違反燃料規定，FIA要求 Elf、殼牌、美孚1號、馬石油和其他燃料供應商提交他們為車隊提供燃料的樣本。在任何時候，國際汽聯檢查員都可以向車隊索取樣本，以比較比賽期間賽車中的燃油與燃料供應商提交的樣本。車隊通常遵守這條規則，但在1997年，在國際汽聯確定米高·夏健倫的燃料不是正確配方後，國際汽聯取消了他在比利時大獎賽的成績。在1976年意大利大獎賽，國際汽聯發現麥拉倫賽車燃油的辛烷值過高，兩位麥拉倫車手在正賽需罰退至最後起步格起步。
2022賽季的燃油需要加入10%乙醇，以減少賽車的二氧化碳排放量，但同時引擎輸出也會減小。

## 轮胎

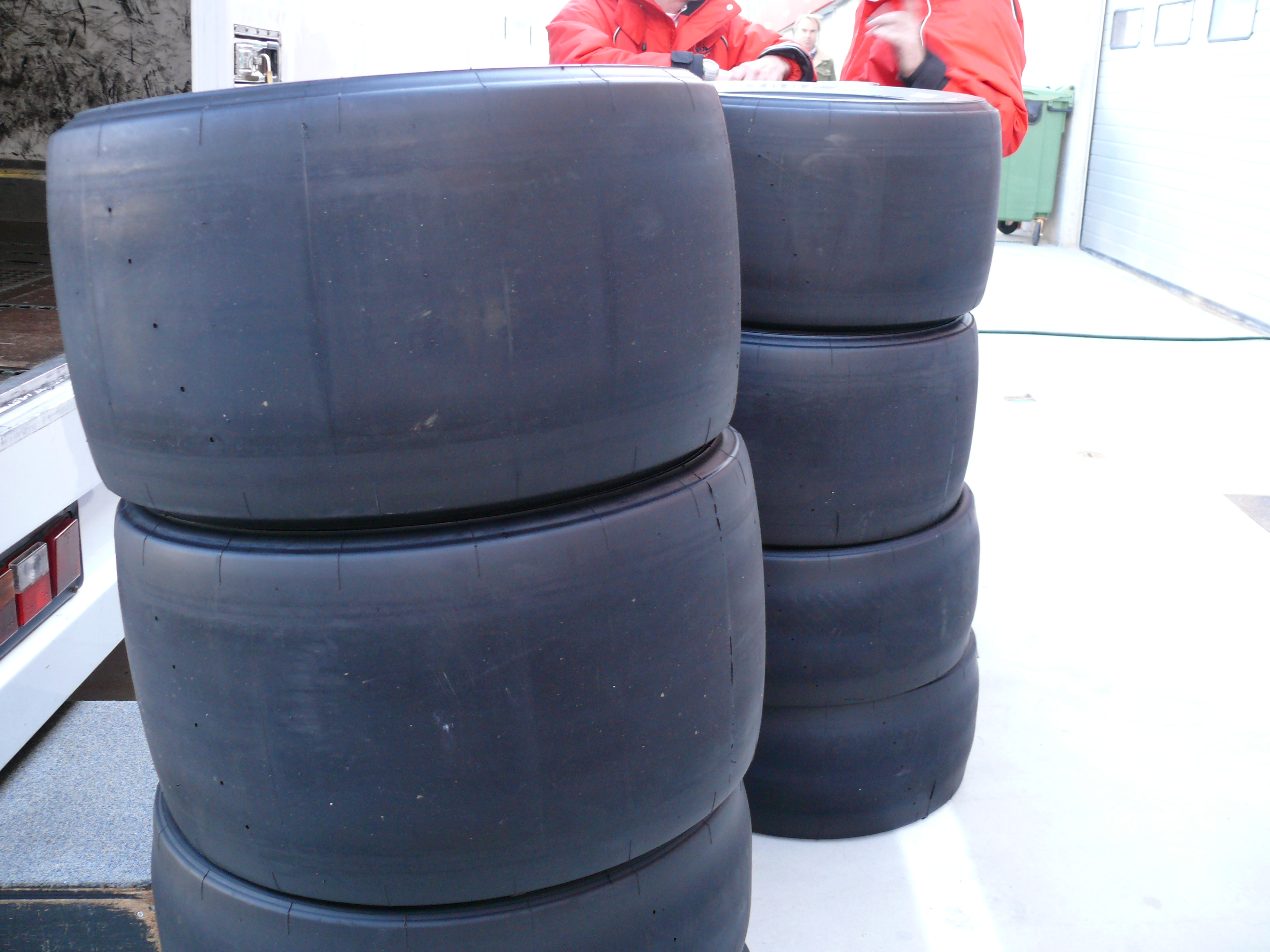
光头胎在重返一級方程式，以取代原有的带有凹槽的轮胎

2009年，一級方程式賽車重新使用了光头胎作為比賽用胎，取代了從1998年至2008年期間使用的凹槽輪胎。
根據規則，後輪胎的寬度不能超過405 mm（15.9英寸），2017年前輪胎的寬度從245 mm擴大到 305 mm。與燃油不同，一级方程式轮胎和普通轮胎在外观上较为相似，但是一级方程式轮胎的使用寿命仅有数百公里，远低于普通民用车轮胎数千甚至上万公里的使用寿命。但普通轮胎并不能承受F1比赛中赛车对轮胎的巨大压力，因此普通轮胎和赛车轮胎之间并没有可比性。為了最大限度地提高抓地力，一级方程式轮胎使用非常柔軟的化合物，以確保輪胎表面盡可能地貼合路面。
自2007年開始，一級方程式就擁有了独家轮胎供应商。從2007年到2010年，這是普利司通是独家轮胎供应商，但在2011年，意大利轮胎制造商倍耐力取代普利司通，成为一級方程式的独家轮胎供应商并持续至今。一级方程式輪胎有七種配方；五種乾地配方（C1到C5）和兩種濕地配方（半雨胎：用於沒有積水的潮濕賽道，全雨胎：用於有積水在賽道表面）。每個比賽周末前倍耐力都會在下列五種輪胎配方中選擇三種作爲比賽用胎。比賽周末期間，車隊可以自由搭配每種輪胎配方乾胎的數量，但每位車手只能使用13組乾胎。每個輪胎都必須裝上獨一無二的識別碼，以便在比賽期間進行追踪和檢查。倘若賽道濕滑或正在下雨，車隊可自行確定是否使用濕地用胎；每場比賽車隊都會獲得七套濕地用胎，四套半雨胎和三套全雨胎。倍耐力會因應比賽周末整體使用情況而額外供應濕地用胎給全部車隊。 較硬的輪胎更耐用，但抓地力較差，而較軟的輪胎則相反。2009年，光头胎回歸。相比凹槽輪胎，沒有凹槽的光头胎與賽道表面的接觸增加了18%。在普利司通時代，在软胎的轮胎壁被涂成绿色来作区分，讓觀眾可以分辨出車手使用的是哪個輪胎。從2019年開始，倍耐力取消了為每一種輪胎配方單獨命名和分配顏色的輪胎命名系統，改為在每場大獎賽上，輪胎壁被分別涂成白色、黃色和紅色以表示硬、中和軟，更改的目的是為了讓車迷更容易了解不同種類的輪胎。
从2022年开始，所有轮胎的尺寸将由原先的13英寸增大至18英寸轮胎。

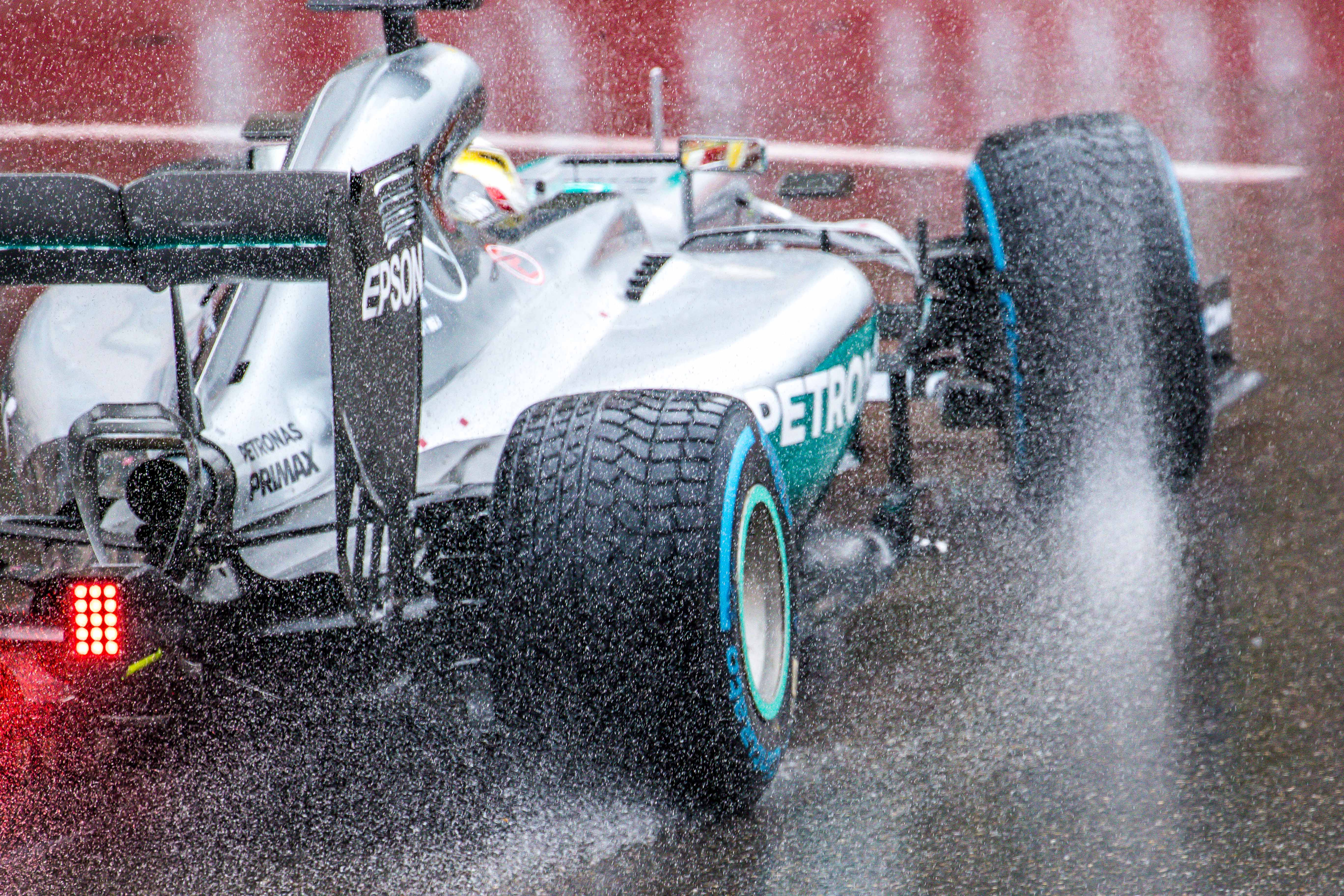
2016年摩納哥大獎賽期間路易斯·咸美頓賽車上的全雨胎

| 配方  | 颜色            | 颜色               | 颜色                   | 颜色                         | 颜色                         | 颜色                         | 种类     | 驾驶环境        | 抓地力          | 耐用性      |
| ----- | --------------- | ------------------ | ---------------------- | ---------------------------- | ---------------------------- | ---------------------------- | -------- | --------------- | --------------- | ----------- |
| C1    |                 | 硬胎 （Hard） 白色 | Does not appear        | Does not appear              | Does not appear              | Does not appear              | 光头胎   | 乾地            | 5（最低抓地力） | 1（最耐用） |
| C2    |                 | 硬胎 （Hard） 白色 | 中性胎 （Medium） 黃色 | Does not appear              | Does not appear              | 4                            | 光头胎   | 乾地            | 2               |             |
| C3    |                 | 硬胎 （Hard） 白色 | 中性胎 （Medium） 黃色 | 软胎 （Soft） 紅色           | 3                            | 3                            | 光头胎   | 乾地            |                 |             |
| C4    | Does not appear | Does not appear    | 中性胎 （Medium） 黃色 | 软胎 （Soft） 紅色           | 2                            | 4                            | 光头胎   | 乾地            |                 |             |
| C5    | Does not appear | Does not appear    | Does not appear        | Does not appear              | 1（最高抓地力）              | 5（最不耐用）                | 光头胎   | 乾地            |                 |             |
| –     |                 |                    |                        | 半雨胎 （Intermediate） 綠色 | 半雨胎 （Intermediate） 綠色 | 半雨胎 （Intermediate） 綠色 | 花紋輪胎 | 湿地 （无积水） | 不適用          | 不適用      |
| –     |                 |                    |                        | 全雨胎 （Wet） 藍色          | 全雨胎 （Wet） 藍色          | 全雨胎 （Wet） 藍色          | 花紋輪胎 | 湿地 （有积水） | 不適用          | 不適用      |
| 來源: |                 |                    |                        |                              |                              |                              |          |                 |                 |             |

## 煞車系統

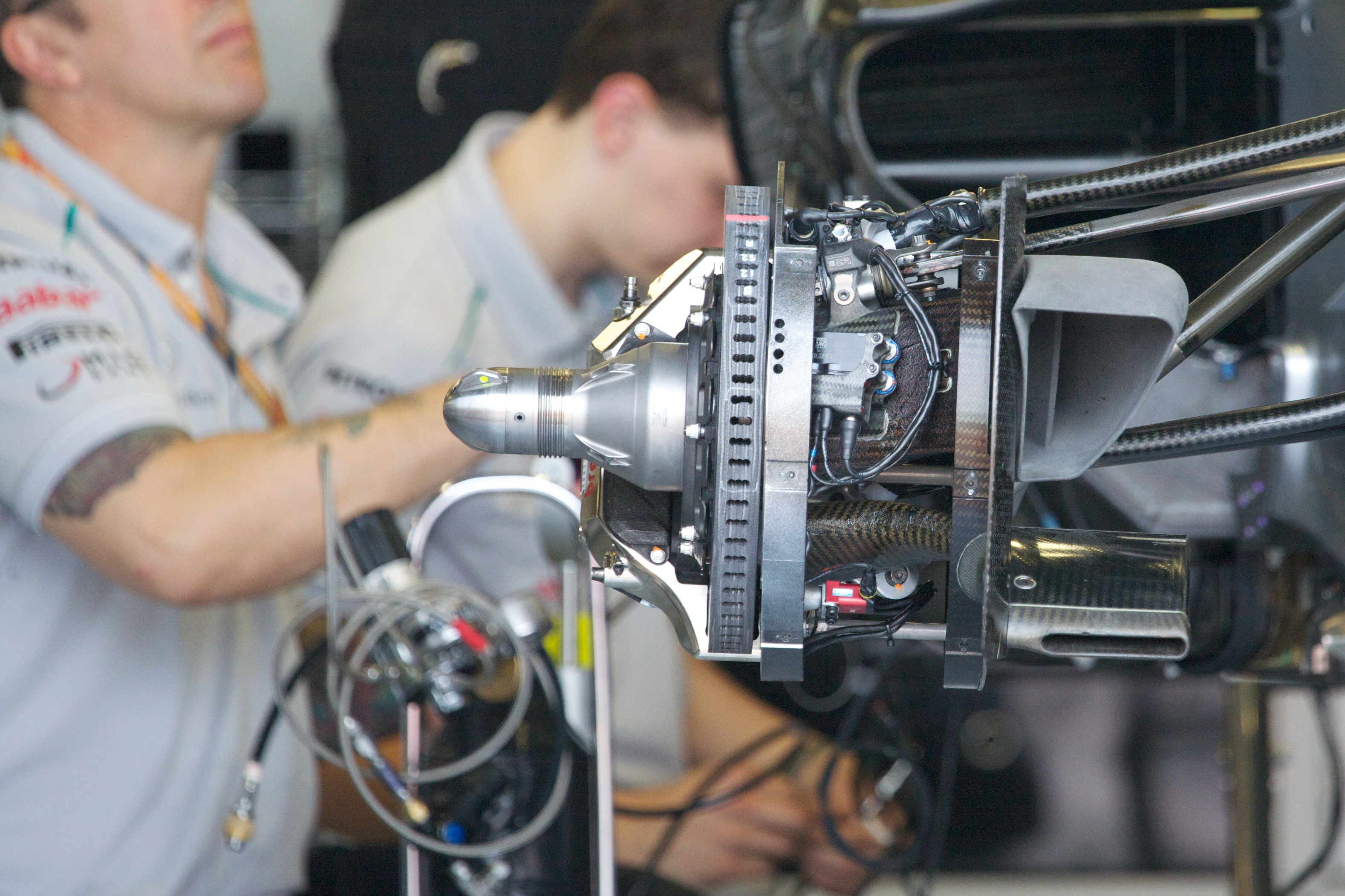
梅賽德斯MGP W02上的煞車碟。

煞車碟由每個車輪上的转子和卡鉗組成。因為碳複合材料轉子具有出色的摩擦、熱和抗翹曲性能，所以一級方程式車隊用它代替鋼或鐵。一級方程式賽車的煞車系統可在高達1,000攝氏（1800°F）的極端溫度下工作，車手可以因應賽道條件或燃油負載的變化控制前後煞車壓力比重。規則規定煞車必須由機械而不是電子控制的，因此煞車系統通常由駕駛艙內的槓桿操作，而不是在方向盤上控制煞車系統。
一輛一級方程式賽車平均可以在15米（48英尺）內從100公里/小時減速至0公里/小時（62到0英里/小時）減速，而寶馬 M3需要31米（102英尺）。當在更高的速度煞車時，下壓力能協助實現大幅度的減速。在高速賽道，例如吉爾·維倫紐夫賽道（加拿大大奖赛的賽道）和蒙扎国家赛车场（意大利大奖赛的賽道），煞車時產生的離心力平均達4.5 g至5.0 g（44至49 m/s2），最高可達5.5 g（54 m /s2) 。這與普通跑車的1.0 g到1.5 g（10到15 m/s2）相差甚遠（布加迪威龙據稱能夠達到1.3 G）。一級方程式賽車可以在2.9秒內從200公里/小時（124英里/小時）減速至完全停止，煞車距離僅需65米（213英尺）。
目前布雷博、AP 賽車、Akebono和日科是一級方程式的煞車系統供應商。

## 性能

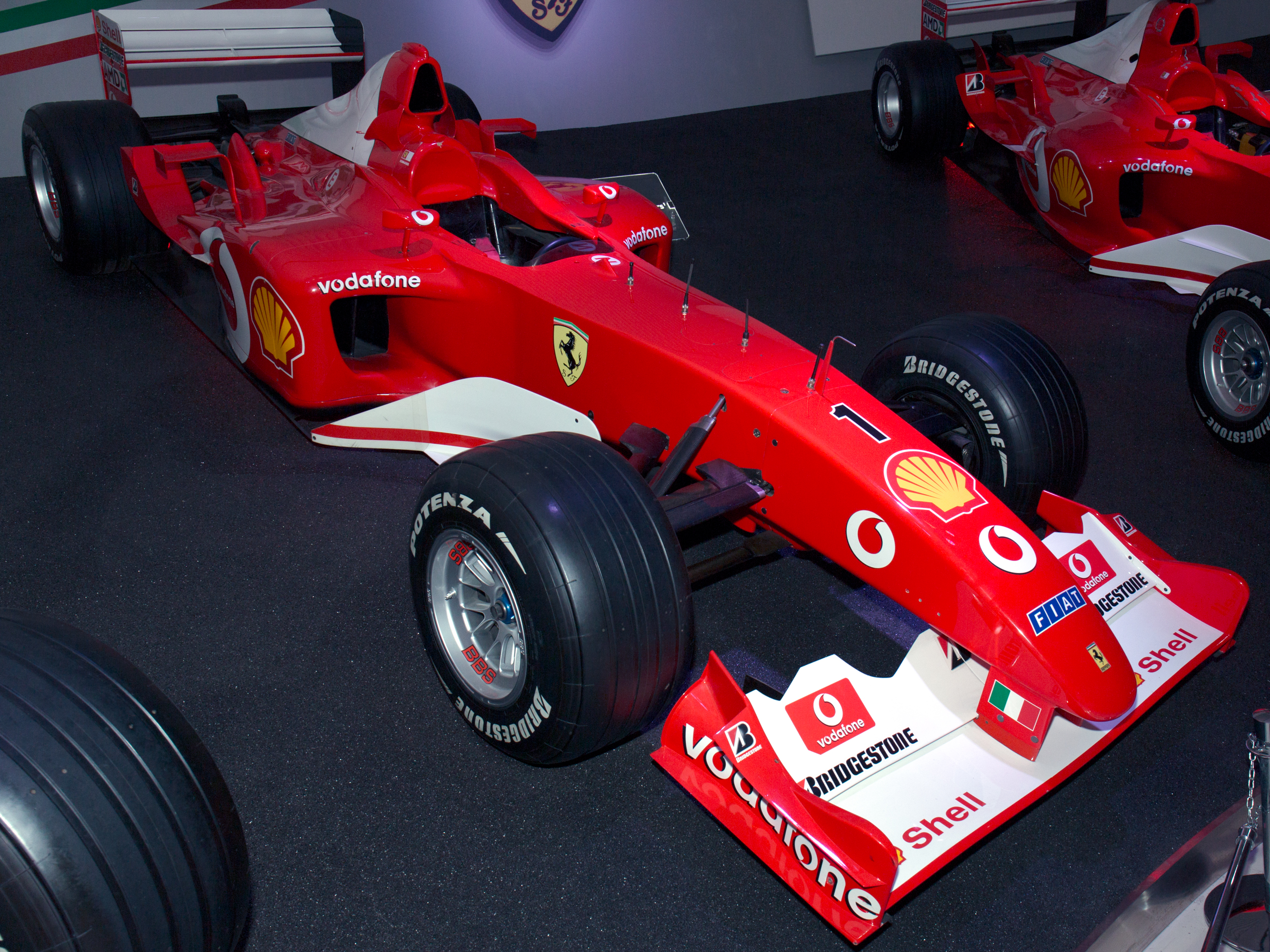
法拉利F2002被譽為有史以來最成功的一級方程式賽車之一。

每輛一級方程式賽車都能夠在不到5秒的時間內從0加速至160公里每小時（0至99英里每小時）並減速至靜止狀態
一級方程式賽車除了直線速度快之外，還具有很強的轉彎能力。由於一級方程式賽車擁有更高的抓地力和下壓力，它們可以比其他賽車以更高的速度通過彎道。轉彎速度如此之快，以至於一級方程式車手需要針對頸部肌肉進行訓練。前一級方程式車手胡安·帕布羅·蒙托亞聲稱，他能夠使用脖子舉起23（50磅）的重物300次。
一級方程式賽車很輕（2022年賽車最低重量為798 kg）、但引擎功率很大：3.0 L V10引擎達670—710 kW（900—950 bhp），2007年的2.4 L V8引擎達582 kW（780 bhp），2016年的1.6 L V6渦輪引擎達710 kW（950 bhp）。這兩項因素加上賽車強大的空氣動力效率和超高性能輪胎使一級方程式賽車擁有很高的性能。一級方程式賽車可以達到的最高速度不是亮點，加速的速度才是一級方程式賽車令人驚訝的地方。賽車性能以三種類型的加速來評估，分別是：
- 直線加速（普通加速）
- 直線減速（煞車）
- 橫向加速（轉彎）

### 加速
一級方程式賽車的功率重量比是1,400 馬力/噸 (1.05 kW/公斤；1,270 馬力/美噸；0.635 馬力/磅）。理論上，賽車能在不到1秒的時間內加速至100 km/h（62 mph）。然而，由於賽車在起步時缺乏牽引力，導致功率流失，所以通常賽車需要2.5秒才能加速至100 km/h（62 mph）。當賽車加速至130 km/h（80 mph）之後，由於賽車速度更快和下壓力的影響，牽引力損失降到最小，因此賽車能繼續以非常高的速度加速。以下加速速度數據屬於2016年冠軍賽車梅賽德斯F1 W07 Hybrid：
- 0至100 km/h（62 mph）: 2.4秒
- 0至200 km/h（124 mph）: 4.2秒
- 0至300 km/h（186 mph）: 8.4秒

從0加速至200 km/h（124 mph）的離心力通常是1.45 g（14.2 m/s2），意味著車手被座椅以地球重力1.45倍的力擠壓。
动能回收系统（KERS）回收賽車在煞車時產生的動能，把它儲存並轉化為可用於提高加速速度的能量。KERS重35（77磅），通常能增加80 hp（60 kW）。KERS主要有兩種系統：電力和機械飛輪。電力系統與在變速器中的電動發電機結合，將機械能轉換為電能，反之亦然。當車手按下KERS按鈕時，電力系統就會將存儲在電池中的電力釋放。機械系統回收煞車時產生的能量並使用它來轉動一個小飛輪，小飛輪的旋轉速度可達80,000 rpm。當車手按下KERS按鈕時，飛輪便會連接到賽車的後輪，讓賽車加速。與電力系統相比，機械系統不需要轉換能量，因此機械系統更有效。液壓系統是另一種類型的KERS，它把煞車時產生的能量用於積累液壓，然後在需要時將其發送到車輪，讓賽車加速。

### 減速

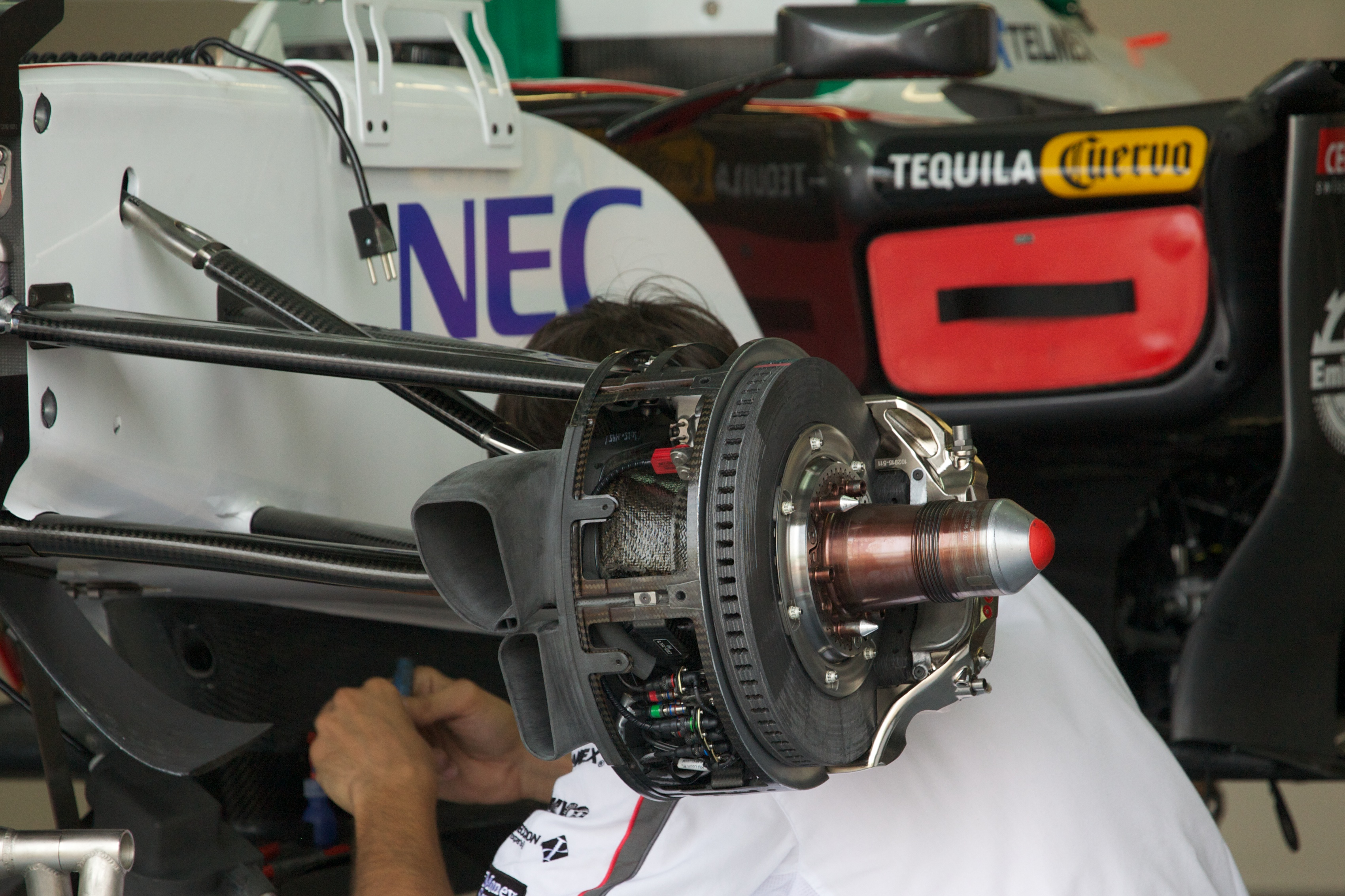
索伯C30上的剎車。

碳製剎車與輪胎和賽車的空氣動力學相結合，使賽車能夠實現巨大的減速。賽車在剎車時能夠產生4 g（39 m/s2）離心力。當從高速，例如在吉爾·維倫紐夫賽道或印第安納波利斯賽車場煞車時，最高可達5-6 g離心力2007年，著名賽車評述員及前一級方程式車手馬田·賓度測試了威廉姆斯-豐田FW29一級方程式賽車，並表示在猛烈煞車時，他感覺自己的肺正在撞擊他的胸腔內側，迫使他不由自主地呼氣。阻力在煞車時有所幫助，並且可以貢獻多達1 g的煞車力，相當於大多數公路跑車的煞車力。換句話說，當一級方程式賽車在行駛速度至少高於250每小時（160英里每小時）時鬆開油門，一級方程式賽車靠阻力減速的速度與大多數跑車在煞車時的速度相同。
目前有三家公司為一級方程式車隊製造煞車。它們分別是日科（總部位於美國，隸屬於 SGL Carbon Group）、意大利的布雷博和法國的 Carbone Industrie。日科自己生產碳纖維增強碳，布雷博從霍尼韋爾採購，Carbone Industrie 則從 Messier Bugatti 購買碳纖維增強碳。
碳/碳是碳纖維增強碳的簡稱。碳纖維增強了碳的基質，通過基質沉積（CVI或CVD）或通過熱解樹脂粘合劑將碳添加到纖維中，製造出碳纖維增強碳。
一級方程式賽車煞車的直徑為278 mm（10.9英寸），最高厚度為32 mm（1.3英寸）。碳/碳剎車片由 Akebono、AP 賽車或布雷博提供的六活塞對置卡鉗驅動，卡鉗為鋁合金體，帶有鈦活塞。規則將卡鉗材料的模量限制為80 GPa，以防止車隊使用特殊的高比剛度材料，例如鈹。鈦活塞減輕了賽車的重量，而且導熱率低，降低了煞車的溫度。

### 橫向加速（轉彎）
一級方程式賽車的空氣動力可以產生高達賽車重量三倍的下壓力。事實上，在130 km/h（81 mph）的速度下，下壓力的大小與賽車的重量相等。在低速轉彎時，橫向轉彎力能達到2.0 g。在以210 km/h（130 mph）轉彎時，例如鈴鹿賽道的 esses（3號和4號彎），橫向轉彎力能達到3.0 g。Blanchimont（斯帕-弗朗科尔尚赛道）和 Copse（銀石賽道）等高速彎道能夠達到5.0 g，鈴鹿的130-R甚至能達到6.0 g。這與高性能公路車的最大轉彎力有很大分別，例如法拉利恩佐在斯帕-弗朗科爾尚賽道轉彎時最高只達到1.5 g。
由於產生橫向加速度的力主要是摩擦力，並且摩擦力與施加的法向力成正比，強大的下壓力允許一級方程式賽車以非常高的速度轉彎。作為極高轉彎速度的例子；斯帕-弗朗科尔尚赛道的 Blanchimont 和 Eau Rouge 彎道以高於300 km/h（190 mph）的速度轉彎，而比賽規格的房車只能在150-160 km/h之間轉彎（注意橫向轉彎力隨速度提升而增加）。一個甚至可能更極端的例子是伊斯坦布爾賽車場的8號彎，這是一個190°而又狹窄的四彎心（Apex）彎道，賽車保持在265至285 km/h（165至177 mph）之間的速度轉彎，車手需要承受7秒4.5 g至5.5 g的離心力。

### 最高速度

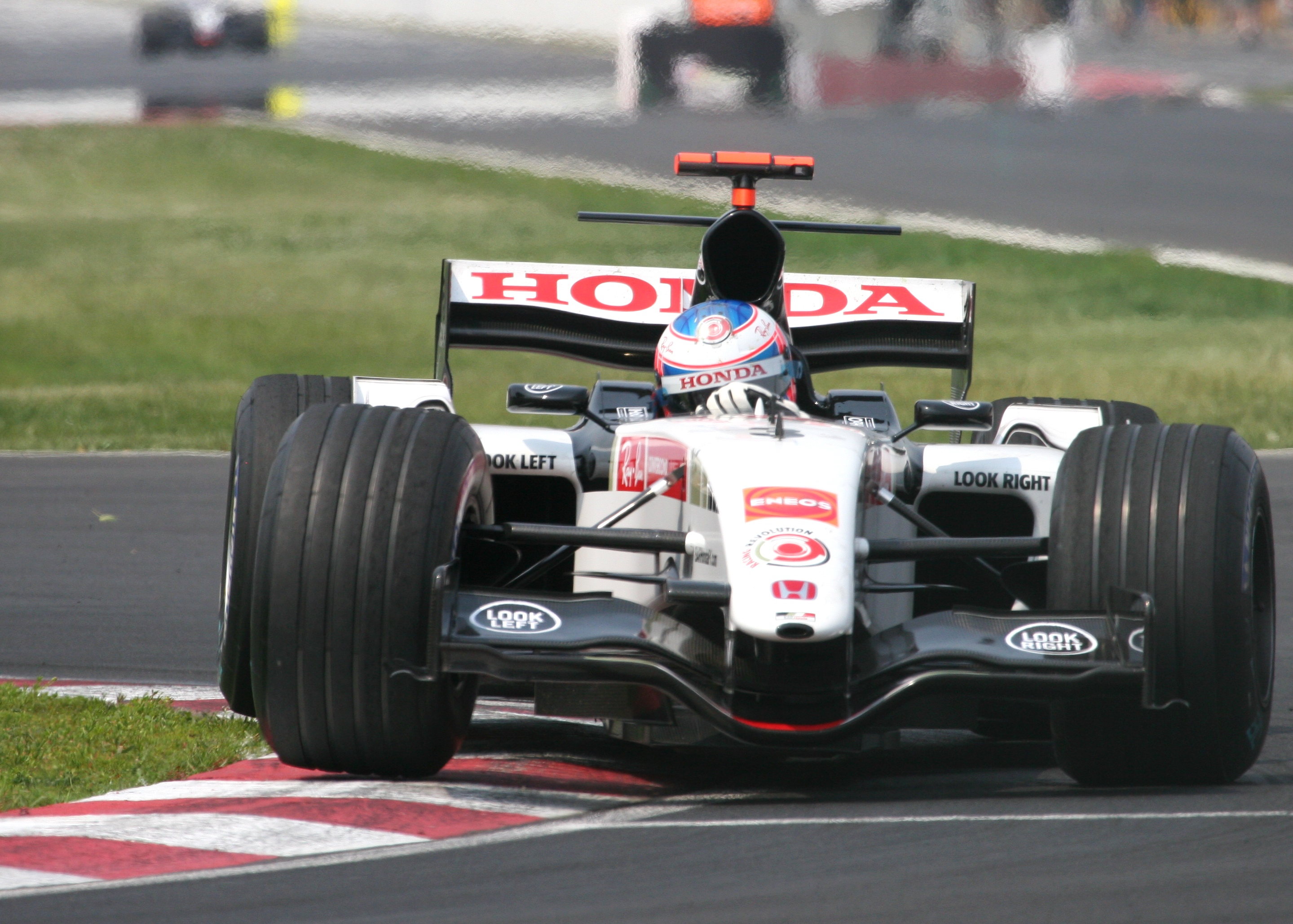
2005年的英美車隊-本田賽車在邦納維爾賽道創下了413 km/h(257 mph)的非官方速度記錄。

在比賽中，賽道上最長直道的長度限制賽車的最高速度，並且車隊需要在高直線速度（低空氣動力阻力）和高轉彎速度（高下壓力）之間平衡賽車的空氣動力學配置，以實現最快的單圈時間。在2006賽季，一級方程式賽車在澳大利亚的阿爾伯特公園賽道和馬來西亞的雪邦国际赛道等高下壓力賽道上達到的最高速度略高於300公里/小時（185英里/小時）。由於從2004年開始實施的性能限制（見下文），賽車的最高速度下降了10 km/h（6 mph）至15 km/h（9 mph）。在低下壓力賽道上，賽車能達到更高的最高速度：在吉爾·維倫紐夫賽道（加拿大）能達到325公里/小時（203英里/小時），在印第安納波利斯賽車場（美國）能達到335公里/小時（210英里/小時），在蒙扎国家赛车场（意大利）能達到360 km/h（225 mph）。在2005年意大利大奖赛前的測試中，麥拉倫車隊的胡安·帕布羅·蒙托亞創下了372.6公里/小時（231.5英里/小時）的最高速度記錄，儘管它不是在大獎賽週末上創下，但這被國際汽聯正式承認為有史以來一級方程式賽車能達到的最快速度。在2005年意大利大獎賽中，麥拉倫車隊的奇米·雷克南創下了370.1公里/小時（229.9英里/小時）的大獎賽週末最高速度記錄。這一紀錄在2016年墨西哥大獎賽被威廉姆斯車手瓦尔特里·博塔斯打破，他在正式比賽中達到372.54公里/小時（231.48英里/小時）。然而，即使這些信息顯示在國際汽聯的官方監視器上，國際汽聯還沒有接受它作為官方記錄。博塔斯此前在2016年歐洲大獎賽的排位賽中創造了更高的最高速度記錄，記錄的速度為378.035 km/h（234.9 mph）。因為目前紀錄的唯一來源是威廉姆斯車隊的Twitter帖子，這個最高速度尚未得到官方的確認，國際汽聯的官方數據測得博塔斯的速度為366.1公里/小時。目前，蒙托亞的速度372.6 km/h（231.5 mph）仍然是官方記錄。
在2005年11月6日，英美車隊使用了經過改裝的BAR 007賽車，在邦納維爾賽道上，創下了413 km/h（257英里/小時）的非官方最高速度記錄，他們聲稱賽車符合一級方程式賽車的規定。賽車針對最高速度進行了優化，只保留足夠的下壓力來防止賽車離開地面。於2006年7月21日，賽車在邦納維爾賽道創下了國際汽聯認證的400公里/小時（249 英里/小時）的最高速度記錄。因為賽車使用可移動的空氣動力方向舵來進行穩定性控制，違反了2006年一級方程式賽車技術規定的第3.15條，規則列明，賽車的空氣動力學性能必須得到嚴格保證，所以在這種情況下，這輛賽車並沒有完全符合國際汽聯對一級方程式賽車的規定。

## 國際汽車聯盟實施的性能限制措施

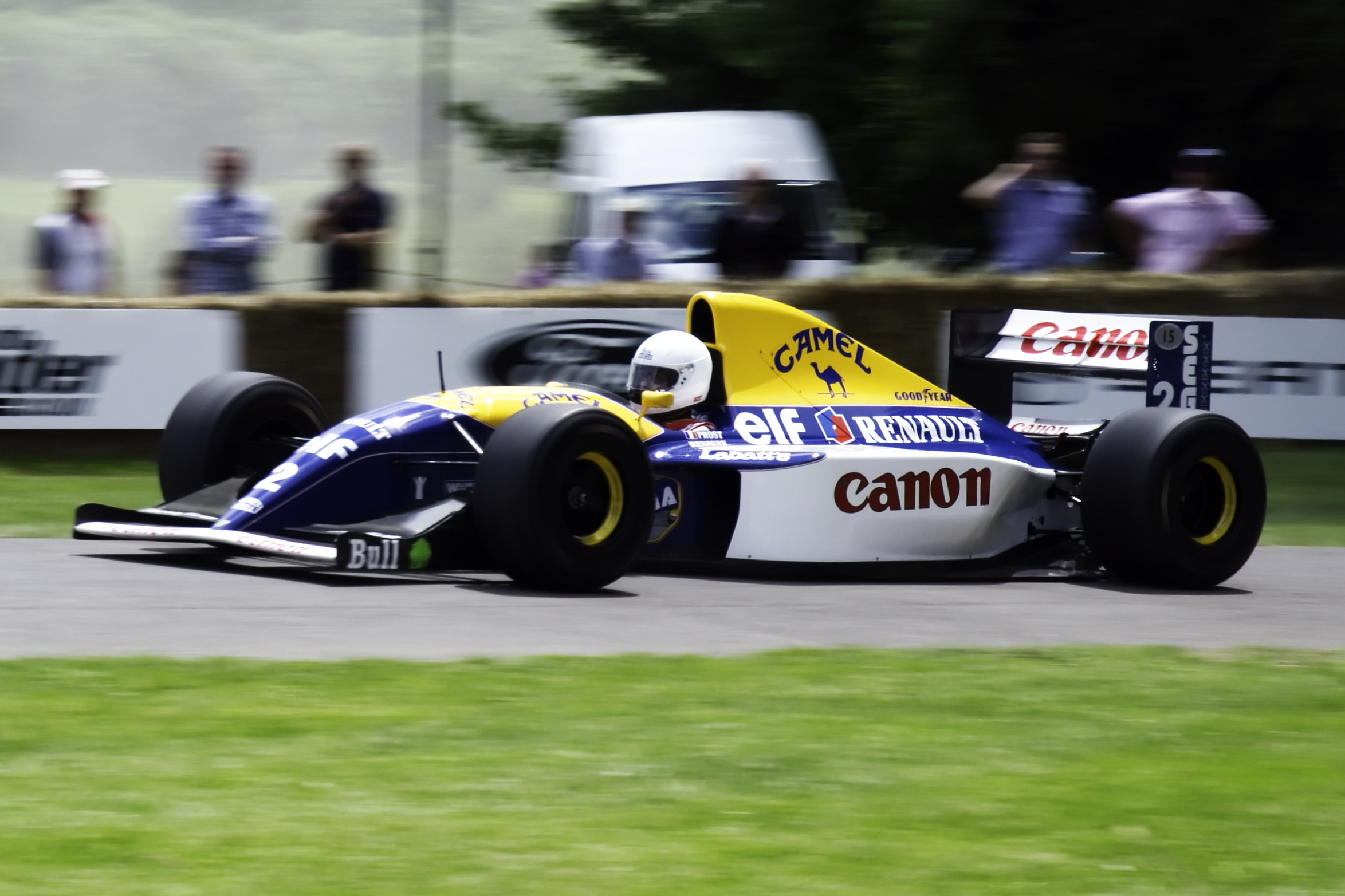
威廉姆斯FW14-雷诺及其進化版威廉姆斯FW15C（如圖）被認為是有史以來技術最先進的賽車。在1994年國際汽聯禁止了車隊使用主動懸架系統和隨附的電子設備之前，它們在1990年代初期贏得了27場大獎賽和36個杆位。

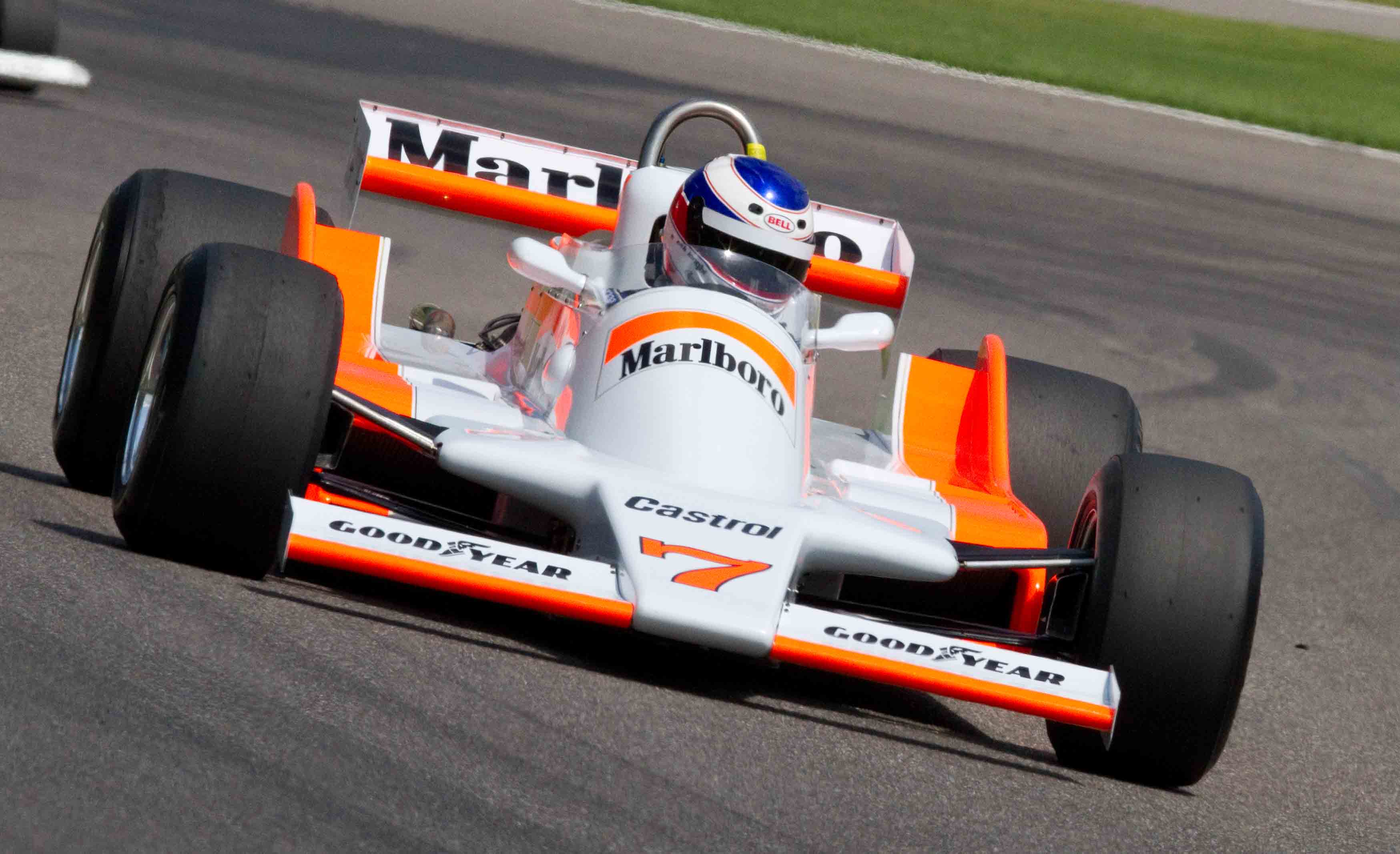
1979年較寬的麥拉倫M28。

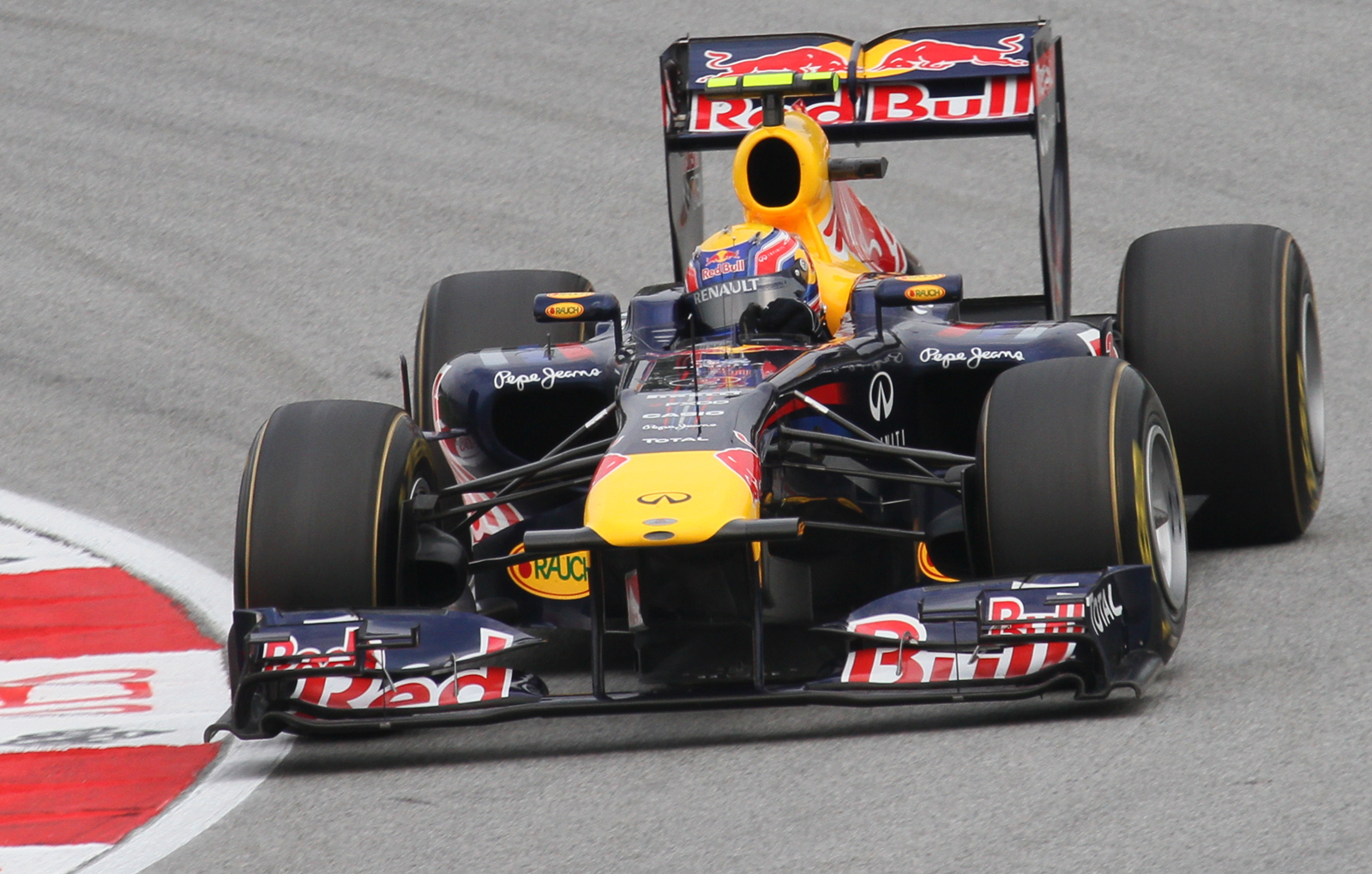
2011年較窄的紅牛RB7。

為了降低速度並提高賽車的安全性，國際汽聯自1980年代以來不斷為一級方程式引入新規則。
這些規則包括在1983年禁止賽車使用地面效应（地面效应在2022年世界一级方程式锦标赛中被解禁）；在1989年禁止賽車使用渦輪增壓器（渦輪增壓器在2014年世界一级方程式锦标赛中被解禁）；在1994年禁止賽車使用起步控制、牽引力控制、主动悬架和ABS（起步控制和牽引力控制其後被解禁，但國際汽聯分別在2004年及2008年把兩項技術重新封禁）；在1998年禁止賽車使用光頭胎（光頭胎在2009年重返一級方程式）；在1995年，國際汽聯縮小了前後翼的寬度，引擎容量也從3.5升減少到3.0升；在1998年將賽車的寬度從超過2米減少到1.8米左右和在2006年中再次將引擎容量從3.0升減少到2.4升。儘管實施了這些性能限制措施，車隊仍繼續通過提高動力和空氣動力效率來獲得性能提升。在差不多的天氣條件下，許多賽道的杆位時間在2004年比上一年加快了1.5至3秒。在2005年引入的空氣動力限制措施將賽車的下壓力減少約30%，但大多數車隊能夠靠持續的研發成功地將限制從30%減少到僅5%至10%的下壓力損失。2006年，一級方程式從使用了十年的3.0L V10引擎轉向使用2.4L V8引擎，引擎功率減少幅度從710至560 kW（950至750 bhp），但其中一些新引擎仍然能夠在2006賽季達到20,000rpm。國際汽聯在2007年凍結了引擎開發並且限制了所有引擎轉速最高只能達到19,000 rpm，以提高引擎的可靠性。
2008年，國際汽聯進一步加強了削減賽車研發成本的措施，規定變速箱和引擎分別需持續在4個和2個大獎賽週末中使用。此外，所有車隊都必須使用由麥拉倫電子系統與微软聯合提供的电子控制器。這些电子控制器限制了使用牽引力控制和起步控制等電子輔助駕駛設備，並貼上了防止修改的標籤。限制措施的重點是降低賽車研發成本以及將一級方程式比賽重點重新放在車手技能上，而不是主要控制賽車的所謂“電子小玩意”。
2009年，一級方程式重新使用光頭胎，以增加賽車的機械抓地力並創造超車機會。同時，國際汽聯更改了規則，賽車需要使用更寬更低的前翼和更窄和更高的尾翼；以及將擴散器向後移，擴散器在產生下壓力時會變得更高但產生更小的下壓力。因為國際汽聯禁止了賽車使用複雜的空氣動力部件，例如小翼、引流板和引導賽車氣流的空氣動力裝置，所以賽車的抓地力顯著降低。最高引擎轉速也降至18,000rpm，以進一步提高引擎可靠性並延長引擎壽命。
由於來自環保團體的環境壓力，許多人質疑一級方程式能不能作為未來汽車科技的先驅（尤其是與高效能汽車有關的科技），國際汽聯被要求考慮如何讓這項運動變得更環保。因此2009年除了更改了上述的規則外，車隊還被邀請研發一個动能回收系统（KERS），包括再生煞車系統，以便及時在2009年安裝到賽車上。动能回收系统旨在減少在煞車過程中轉化為廢熱的動能，將其轉化為有用的形式（例如飛輪中的能量），然後傳送回引擎以提升動力。然而，與自動儲存和釋放能量的公路汽車动能回收系统不同，能量只有在車手按下按鈕時才會釋放，並且可以使用長達6.5秒。能量能夠額外提供400 kJ和60 kW（80 hp），它與印第賽車和A1GP汽车大奖赛中的“手動超車”相似。因為一级方程式车队协会集體同意在2010賽季不使用KERS，所以KERS沒有在2010賽季中出現。然而，除了伊斯巴尼亞車隊、维珍车队和蓮花车队之外的所有車隊都在2011賽季中使用KERS。
2014賽季規則將引擎的最大燃油流量限制在100 kg/h，規則變更使最大引擎功率輸出從規則變更前的550 kW降低到約450 kW。規則還將電動馬達的功率限制加倍至120 kW，並允許KERS使用的最大能量增加到每圈4 MJ，充電限制增加到每圈2 MJ。

## 腳註
1. ↑  由輪胎摩擦、機器的質量和賽車產生的下壓力所組成。

## 外部連結
- 官方網站 （页面存档备份，存于）
- F1 Technical （页面存档备份，存于）
- 一級方程式賽車動畫介紹 （页面存档备份，存于）
- 一級方程式賽車技術分析
- Racecar Engineering 賽車介紹
- Racecar Engineering 引擎介紹
- 官方網站